# St. Gallus (Kirchzarten)
St. Gallus ist die römisch-katholische Pfarrkirche von Kirchzarten, war aber für Jahrhunderte die Pfarrkirche des gesamten Einzugsgebietes der Dreisam von den Schwarzwaldhöhen bis zum Zartener Becken mit Ausnahme des Kappler Tals im Westen. Sie ist benannt nach Gallus, dem Gründungsheiligen des Benediktinerklosters St. Gallen, und gehört zur Seelsorgeeinheit Dreisamtal im Dekanat Neustadt des Erzbistums Freiburg. Mit ihrer Lage inmitten des ummauerten, auch wo er aufgelassen ist als Freifläche erhaltenen Friedhofs, mit dem Pfarrhaus und dem Kaplaneihaus, mit ihrem Reichtum an Geschichtsdenkmälern und mit dem regelmäßig bewohnten Storchennest auf dem Turm ist sie der wenig entstellte, ästhetisch anziehende Mittelpunkt von Kirchzarten.

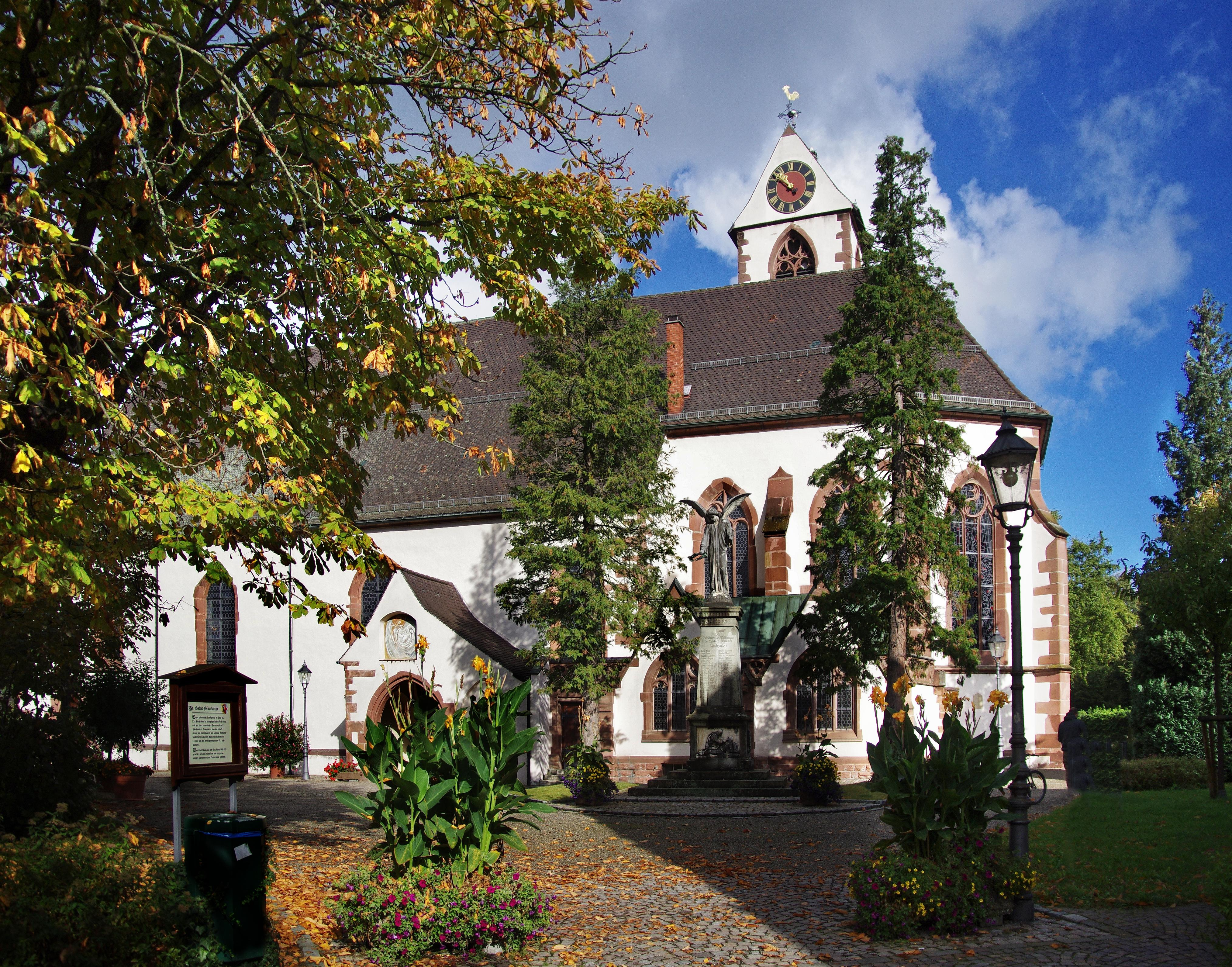
Die St.-Gallus-Kirche von Südosten

## Geschichte der Pfarrei

### Von Zarten zu Kirchzarten
Man glaubte bis in die 1980er Jahre, Kirchzarten sei von jeher der Hauptort des Zartener Beckens und seine Pfarrei die Urpfarrei gewesen. Das änderte sich mit dem Fund latènezeitlicher Siedlungsspuren auf der Gemarkung Zarten. Dort (und nicht, wie zuvor gemeint, in einer weiter östlich gelegenen unvollendeten Wallanlage) befand sich also jener keltische Hauptort, den der griechische Geograph Claudius Ptolemäus im 2. Jahrhundert n. Chr. als Polis „Tarodunum“ aufzeichnete. Der Platz blieb von der keltischen über die römische, die alamannische und die merowingische Zeit bis heute kontinuierlich besiedelt, und keltisch „Tarodunum“ wurde über germanisch „Zarduna“ oder „Zartuna“ zu „Zarten“. Erst gegen Ende des ersten Jahrtausends verschob sich das Schwergewicht von Zarten südwärts nach Kirchzarten.
Mit dieser neuen Ansicht können auch die ersten mittelalterlichen, aus dem Kloster St. Gallen stammenden Urkunden wörtlicher verstanden werden, darunter die folgenden drei.
Im Jahr 765 übergibt Drutpertus, wohl ein Gefolgsmann des fränkischen Königs, „in villa, qui dicitur Zarduna – in dem Dorf, das Zarduna genannt wird“, Leibeigene und Grund und Boden an das Kloster St. Gallen. Der Rastatter Historiker Max Weber (1899–1982) bezeichnete dies in seiner ausführlichen „Kirchzartener Geschichte“ von 1965 als „erste Urkunde, die den Namen unserer Gemeinde enthält“. Aus heutiger Sicht ist es aber die erste Urkunde über Zarten.
Im Jahr 816 übereignet Cozpert St. Gallen „partem ecclesie in Zartuna et quicquid mee portionis ad eam pertinet – seinen Teil der Kirche in Zarten mit allem Zubehör“. Dies galt, etwa in der Amtlichen Kreisbeschreibung des Landkreises Freiburg von 1965 und dem Dehio-Handbuch von 1997, als erste Erwähnung der Kirchzartener Galluskirche, ist aber wohl die erste Erwähnung der heutigen  St.-Johanneskapelle in Zarten.<
Im Jahr 1215 schließlich überträgt das Kloster St. Märgen dem Kloster St. Gallen „predium ad Kilizartun – ein Hofgut bei Kirchzarten“. Hier ist Kirchzarten erstmals genannt, aber die St. Gallen gehörende Kirche heißt in der Urkunde weiter „æcclesia Zartun“. Erst im 13. Jahrhundert setzt sich die Bezeichnung „ecclesia Kilchzarten“ durch. Seit 1974 ist Zarten Ortsteil von Kirchzarten.

### Die Patronatsrechte
Durch diese und weitere Schenkungen wurde St. Gallen Patronatsherr der Zartener und Kirchzartener Kirchen und Grundbesitzer im Zartener Becken. Ursprünglich waren die Kirchen vermutlich Eigenkirchen alamannischer oder fränkischer Adeliger gewesen. Als Patronatsherr hatte der St. Galler Abt das Recht, die Pfarrer vorzuschlagen, die der Bischof von Konstanz dann ernannte, und das Anrecht auf den Zehnt. Über 500 Jahre dauerte die Zugehörigkeit zu St. Gallen. Aus Webers Kirchzartener Geschichte: „Der Historiker weiß ... zu würdigen, daß wir alles das, was wir über unsere Heimat aus dem ersten Jahrtausend wissen, ausschließlich den schreibfreudigen Mönchen in der Cella Sancti Galli verdanken.“ Am 18. April 1297 aber – das Kloster war verarmt, der Konvent geschrumpft – verkaufte Abt Wilhelm von Montfort das Gut Kirchzarten mit allem Zubehör an die Kommende des Johanniterordens in Freiburg. An die Stelle des Abtes von St. Gallen trat der Komtur der Freiburger und später der Heitersheimer Johanniterkommende, die die Freiburger überflügelte.
Über 500 Jahre dauerte auch die Johanniterära. 1806 wurde die Heitersheimer Kommende im Zusammenhang mit dem Frieden von Preßburg dem Großherzogtum Baden einverleibt. Dass sich der evangelische Großherzog als Patronatsherr nun mit dem Erzbischof des 1821 gegründeten Erzbistums Freiburg über die Besetzung der Pfarrstellen einigen musste, war eine letzte Folge des Patronatsrechts. Mit der Abdankung des Großherzogs und der Entstehung der Republik Baden 1918 erlosch es.

### Die weltlichen Herrschaften
Ihren Grundbesitz ließen die Benediktiner und die Johanniter durch adelige Vögte verwalten, die ihrerseits Teilrechte weiter verliehen. Die wichtigsten Vögte in der St. Galler Zeit waren die Herren von Falkenstein, benannt nach ihrer Burg Falkenstein am Eingang des Höllentals. Sie waren Ministerialen der Herzöge von Zähringen mit einem Herrschaftsbereich von Kirchzarten ostwärts bis auf die Schwarzwaldhöhen. Außer auf ihrer Burg residierten sie in ihrem – dem Kloster St. Gallen gehörenden – Dinghof in Kirchzarten. Zur Zeit des Übergangs an die Johanniter war Jakob von Falkenstein Vogt († 1298). Einer seiner Nachfolger war Kuno von Falkenstein, der 1343 in der Kirchzartener Galluskirche beerdigt wurde. 1389 wurde die Burg
Falkenstein von Dienstleuten der Stadt Freiburg zerstört. Später kamen Vögte aus anderen Adelsgeschlechtern, auch Bürgerliche wie die Snewlin von Landeck. Die Hoheitsrechte, früher in der Hand des sanktgallischen Vogtes vereinigt, wurden mehr und mehr aufgeteilt, und im Spätmittelalter war das Zartener Becken mit den angrenzenden Bergen territorial aufgesplittert wie wenige Gegenden Deutschlands.

Vögte
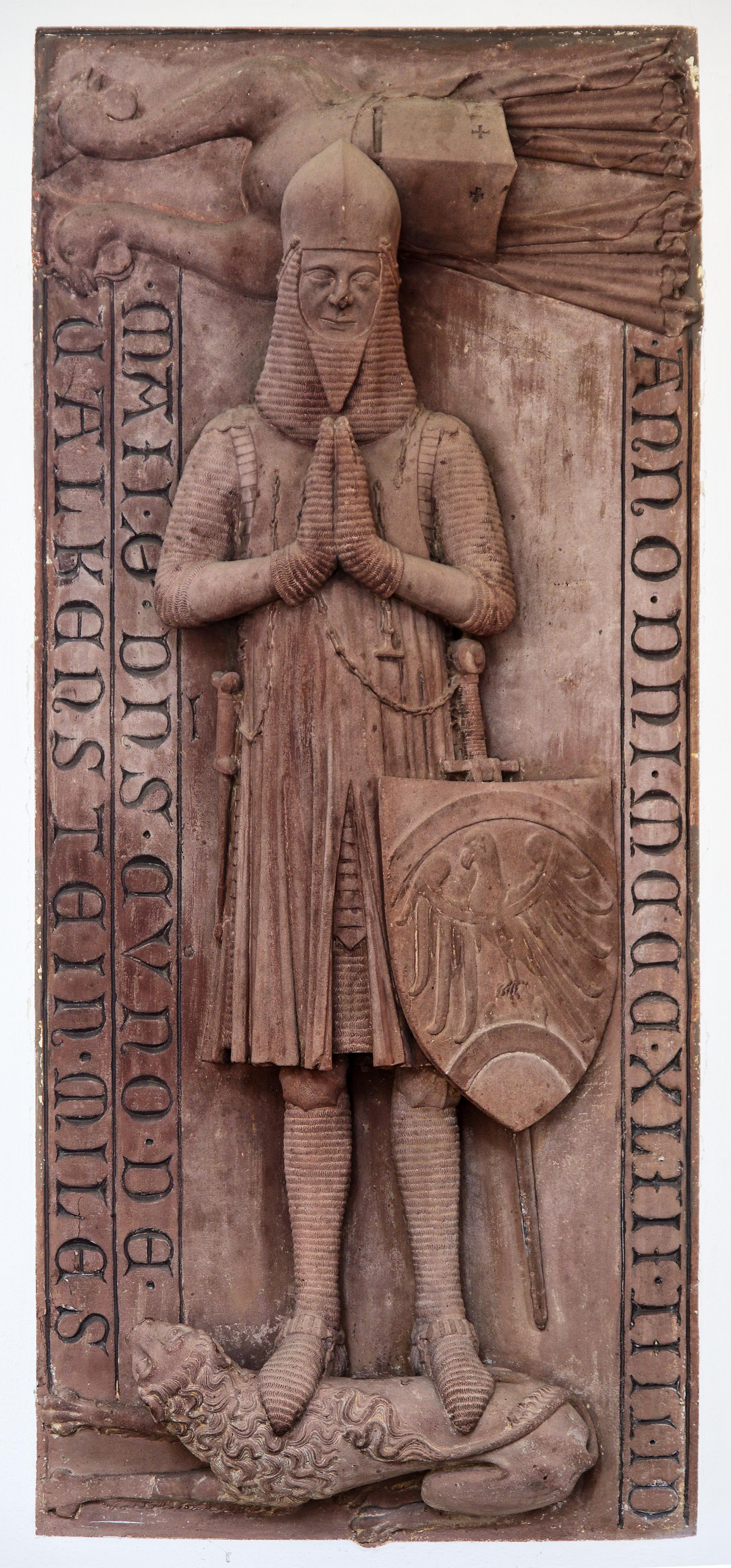
Grabstein Kunos von Falkenstein
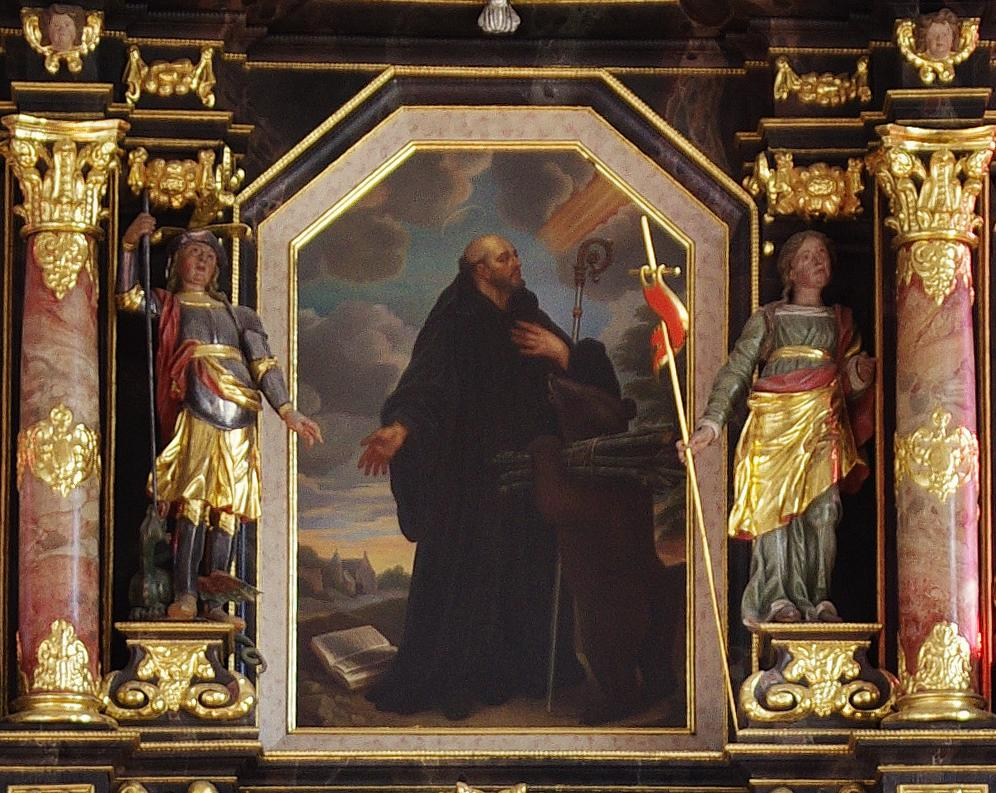
St. Gallus, im Oberbild des Hochaltars auf die Talvogtei weisend, 1683
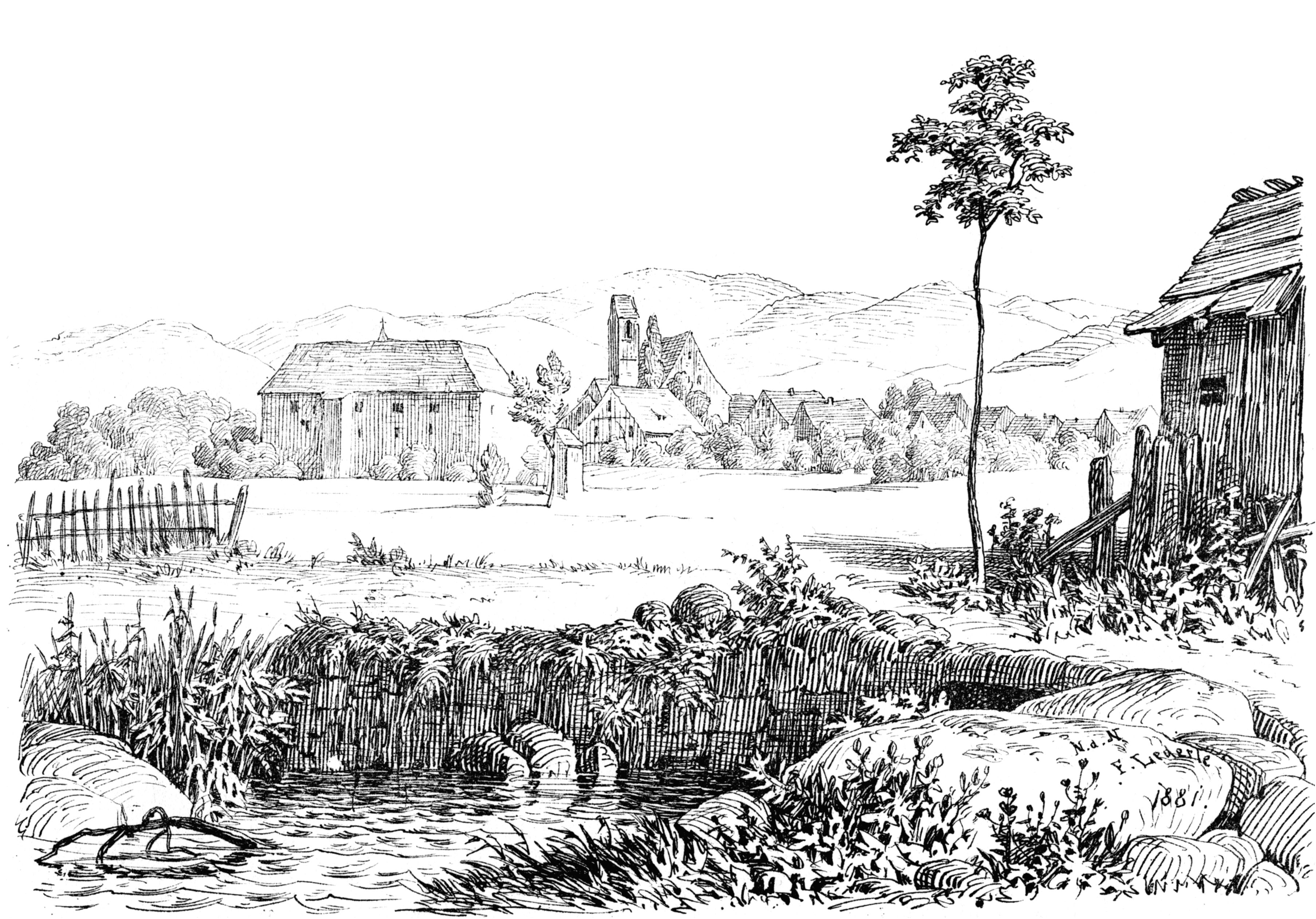
Talvogtei und Kirche 1880

Eine Gegenbewegung setzte ein, als die Stadt Freiburg nach Osten ausgriff. Der erste Schritt war 1315 die Zerstörung der Wilden Schneeburg bei Oberried, die den Snewlin von Landeck gehörte, und der Kauf des Burgplatzes. 1461 bis 1463 kaufte die Stadt den großen Grundbesitz des Klosters St. Märgen sowie – wiederum von den Snewlin von Landeck – die Vogteirechte. 1492 bis 1496 folgte der Erwerb Kirchzartens, 1496 der Erwerb der Vogtei des Wilhelmitenklosters Oberried mitsamt der Grundherrschaft im Kappler Tal, 1499 der Erwerb des nördlich von Zarten gelegenen Attentals. So besaß die Stadt um 1500 im Osten ein großes Territorium, dem zur Geschlossenheit nur die den Freiherrn von Sickingen gehörenden Orte Ebnet und Littenweiler sowie das den Freiherrn von Wittenbach gehörende Buchenbach fehlten. Sitz der Verwaltung war der Dinghof, der jetzt nach dem Leiter, dem Talvogt, „Talvogtei“ genannt wurde. Kirchzarten teilte nun die Geschicke Freiburgs, in denen es eine Nebenrolle spielte, in die es sich aber einmal – 1525 – mit katastrophalen Folgen einschaltete, als es sich im Deutschen Bauernkrieg dem „Schwarzwälder Haufen“ des Hans Müller von Bulgenbach anschloss. Die Bauern belagerten Freiburg, das am 23. Mai kapitulierte, am 17. Juli aber, als sich die militärische Lage der Bauern verschlechtert hatte, den Kapitulationsvertrag kündigte und furchtbare Rache nahm, indem es seine „Unterthanen ... mit Raub, Brandt und Todtschlag dahin bracht, daß sie jetzunder pitten, sie ... zu Gnaden und Ungnaden anzunemen.“ Der Kirchzartener Pfarrer Ulrich Wesiner war Feldschreiber des Schwarzwälder Haufens gewesen.  Er floh und bat die Stadt in zwei Briefen um freies Geleit, um sich rechtfertigen zu können. Er sei mit den Bauern gezogen, „aber nur von ihnen gezwungen und trungen“; nie habe er lutherisch gepredigt, „daß in der Meß in der Gestalt des Brods und Weins nit sey weder das Fleisch noch Blut Christi“. Sein Amtskollege Pfarrer Andreas Metzger von Niederrimsingen wurde, nachdem er, vermutlich peinlich befragt, gestanden hatte, am 31. Januar 1526 vom Freiburger Stadtgericht verurteilt, „daß man den Pfaffen auf einen Karren soll setzen und hinus zum Galgen zu eim Baum daselbs füren und ihn mit eim Strangen an ein Ast knüpfen und ihn daran also lassen hangen, Andern zu eim Bispil und Exempel“. Was mit Ulrich Wesiner geschah, ist nicht bekannt.
Mit dem Frieden von Preßburg kam wie die Herrschaft Heitersheim auch die Stadt Freiburg an das Großherzogtum Baden, und 1807 endete die städtische Herrschaft über die Talvogtei.

### Teilungen und Zusammenfassungen

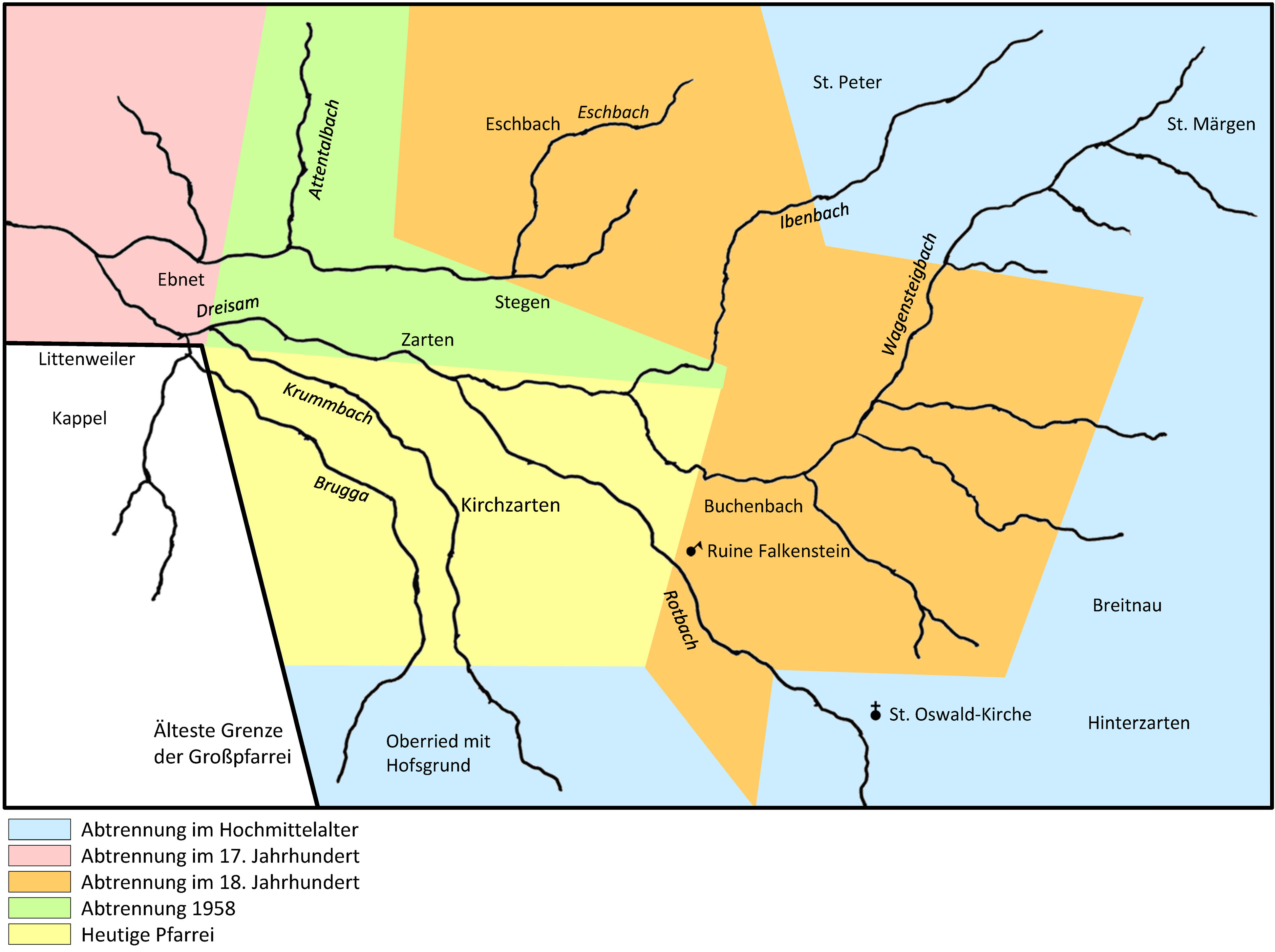
Entwicklung der Urpfarrei Kirchzarten

Der ursprüngliche Pfarrbezirk war riesig – die Entfernung von Ebnet am Westende des Zartener Beckens nach Hinterzarten am Kopf des Höllentals beträgt 20 km. Nur beritten waren bei Versehgängen abgelegene Täler zu erreichen, und Pfarrer, Patronatsherr und Vögte stritten wiederholt, wer für das Pferd aufzukommen hatte. Erste Verkleinerungen ergaben sich durch die Gründung des Benediktinerklosters St. Peter 1093 und des Augustiner-Chorherrenstifts St. Märgen um 1118; sie bildeten von Anfang an Pfarreien zur Seelsorge in diesen Randgebieten. 1148 wurde die heutige Kapelle St. Oswald (Höllental) geweiht, möglicherweise als Filialkirche einer – dann schon älteren – Pfarrkirche in Breitnau. 1252 entstand das Wilhelmitenkloster Oberried. 1631 erhielt Ebnet eine eigene Pfarrei. 1786 wurden im Zuge des Josephinismus Oberried, Eschbach und Buchenbach Pfarreien, ebenso 1810 Hofsgrund. 1958 schließlich wurde der nördliche Bereich des Zartener Beckens einschließlich des Ortes Zarten als neue Pfarrei Stegen abgetrennt.
Es folgten Priestermangel und die Abnahme der Zahl der Katholiken. Das Erzbistum Freiburg reagierte mit der Zusammenlegung von Pfarreien zu „Seelsorgeeinheiten“. Zurzeit (2015) sind es im Erzbistum 224. Was ehemals zur Urpfarrei Zarten oder Kirchzarten gehörte und sich dann in verschiedenen Pfarreien entfaltete, findet sich heute in vier Seelsorgeeinheiten wieder:
- Seelsorgeeinheit Dreisamtal mit den Pfarreien St. Gallus Kirchzarten, Mariä Krönung Oberried, St. Lorenz Oberried-Hofsgrund, St. Blasius Buchenbach, Herz Jesu Stegen und St. Jakobus Stegen-Eschbach sowie der Giersbergkapelle südöstlich von Kirchzarten und der St. Johanneskapelle in Zarten;
- Seelsorgeeinheit St. Peter-St. Märgen mit den Pfarreien St. Peter und Mariä Himmelfahrt St. Märgen;
- Seelsorgeeinheit Beim Titisee mit den Pfarreien Maria in der Zarten Hinterzarten und St. Johannes der Täufer Breitnau sowie der Kapelle St. Oswald im Höllental;
- Seelsorgeeinheit Freiburg mit der Pfarrei St. Hilarius Ebnet.

Betreuten zuvor in der Regel elf Pfarrer die elf Pfarreien, wirken heute in der Regel nur noch vier Pfarrer in den vier Seelsorgeeinheiten desselben Areals.

## Baugeschichte
Der heutige Bau ist überwiegend gotischen Stils, doch sind die unteren fünf Turmgeschosse offenbar älter, und ein 1934 freigelegtes rundbogiges Fenster datiert auch die Nordwand des Schiffs in die romanisch bauende Zeit. Grabungen bei einer Erneuerung der Heizung im Jahr 1961 brachten weitere Aufschlüsse.

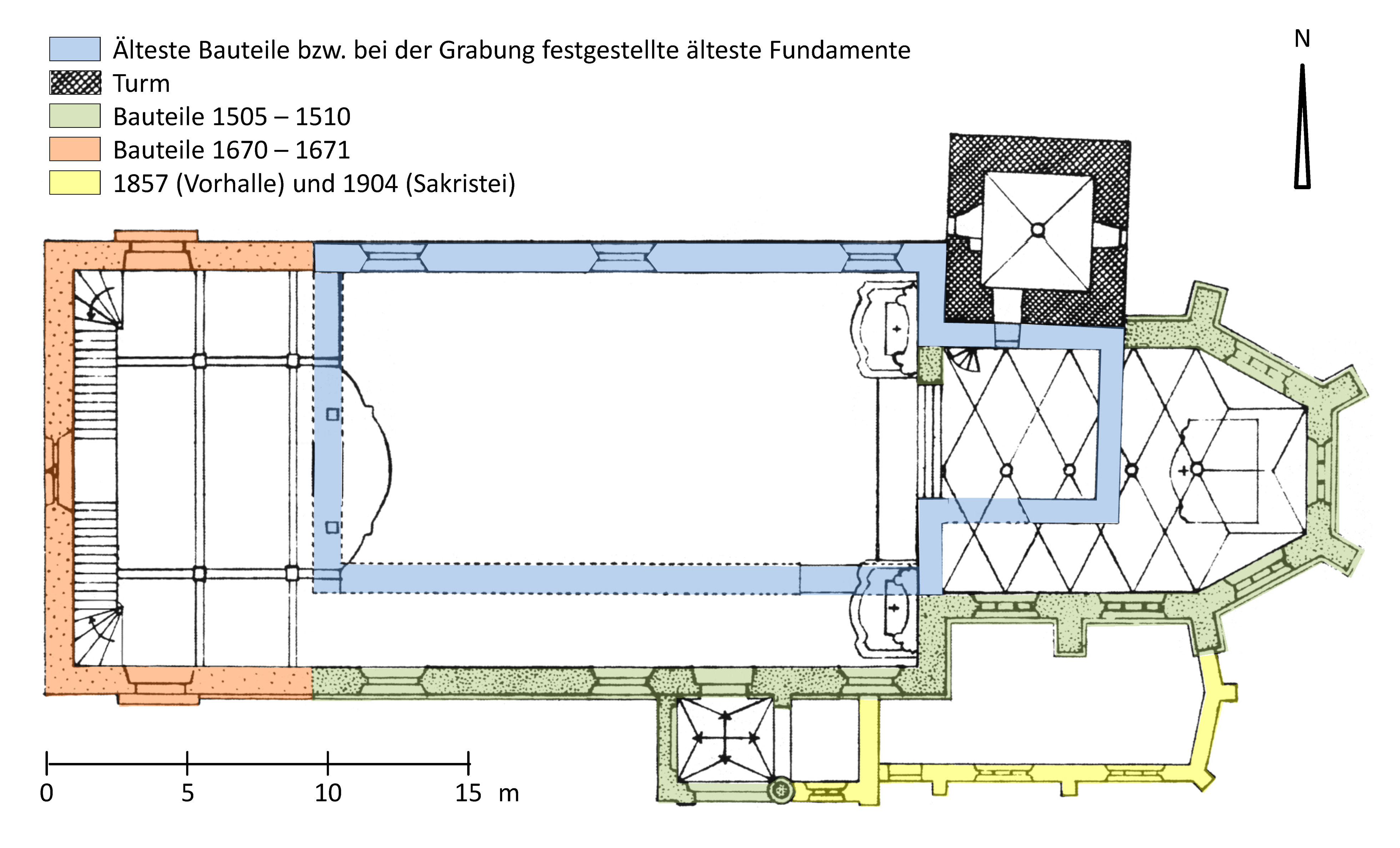
Grundriss und Bauchronologie
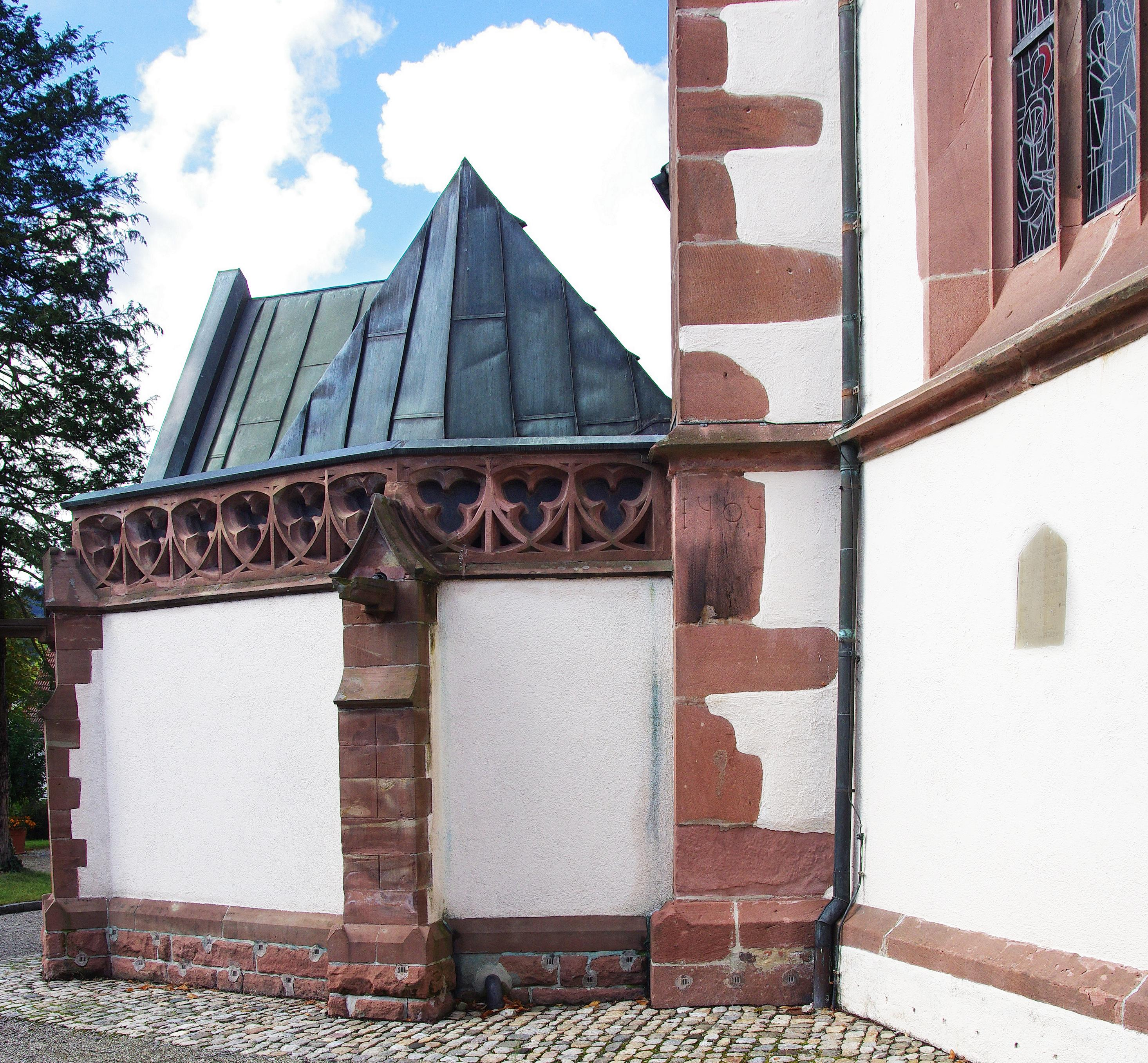
Älteste Jahreszahl: „1505“ am Chorstrebepfeiler im Winkel zur neugotischen Sakristei
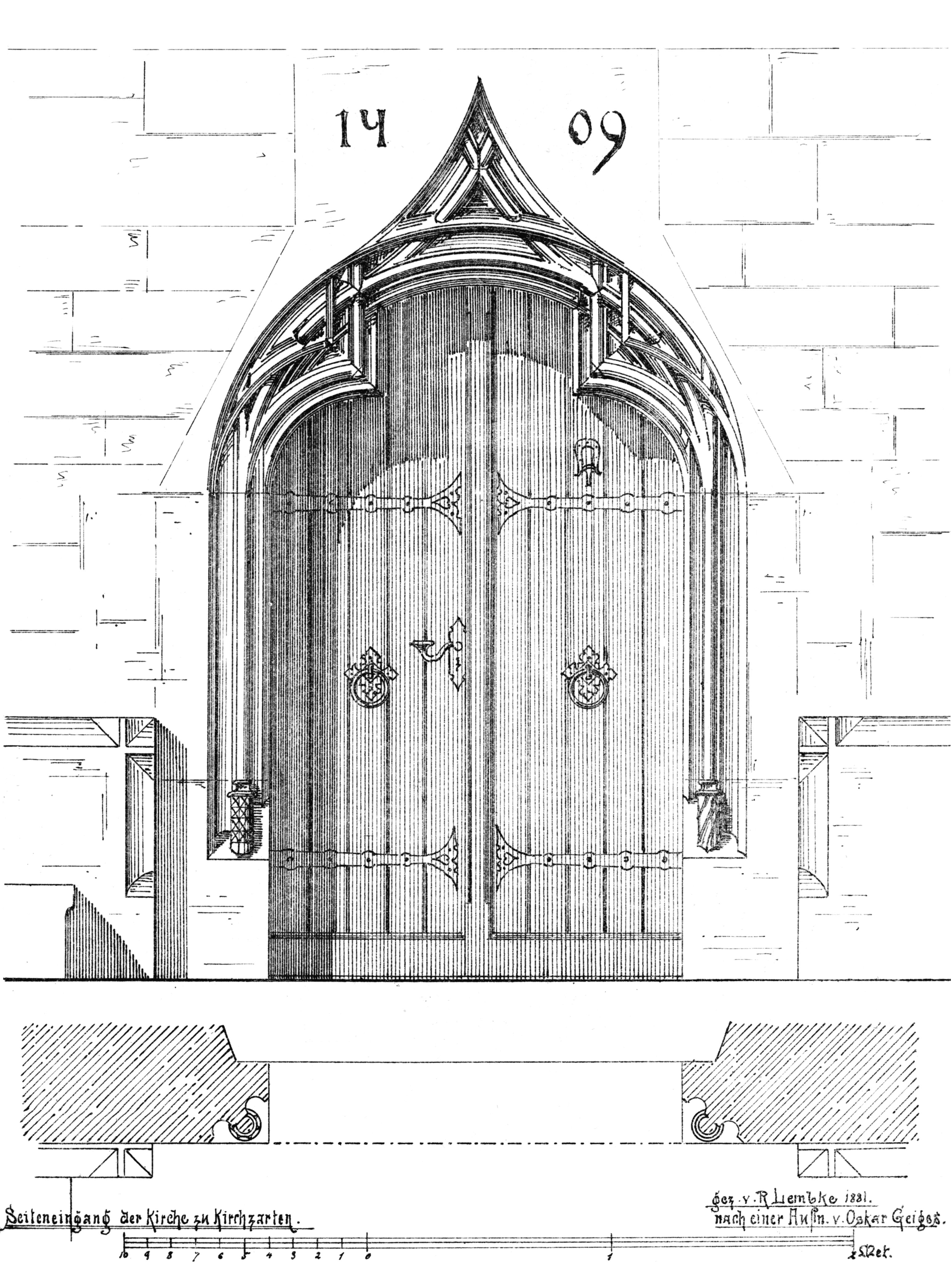
Inneres Portal der Vorhalle im Jahr 1880 mit Hufeisen, angeblich aus dem Dreißigjährigen Krieg
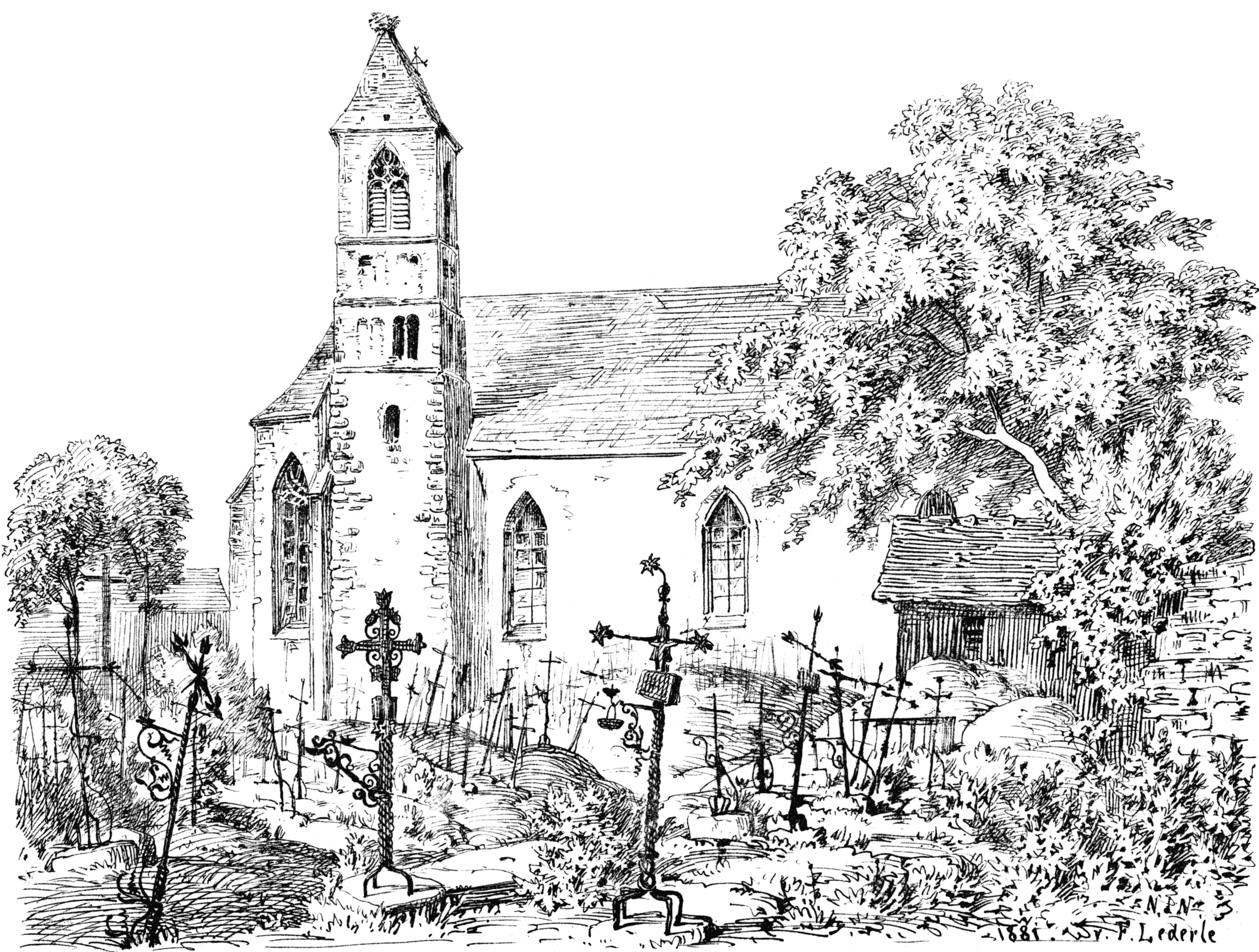
Kirche und Friedhof von Norden im Jahr 1880. Das romanische Fenster in der Langhauswand ist noch nicht freigelegt.
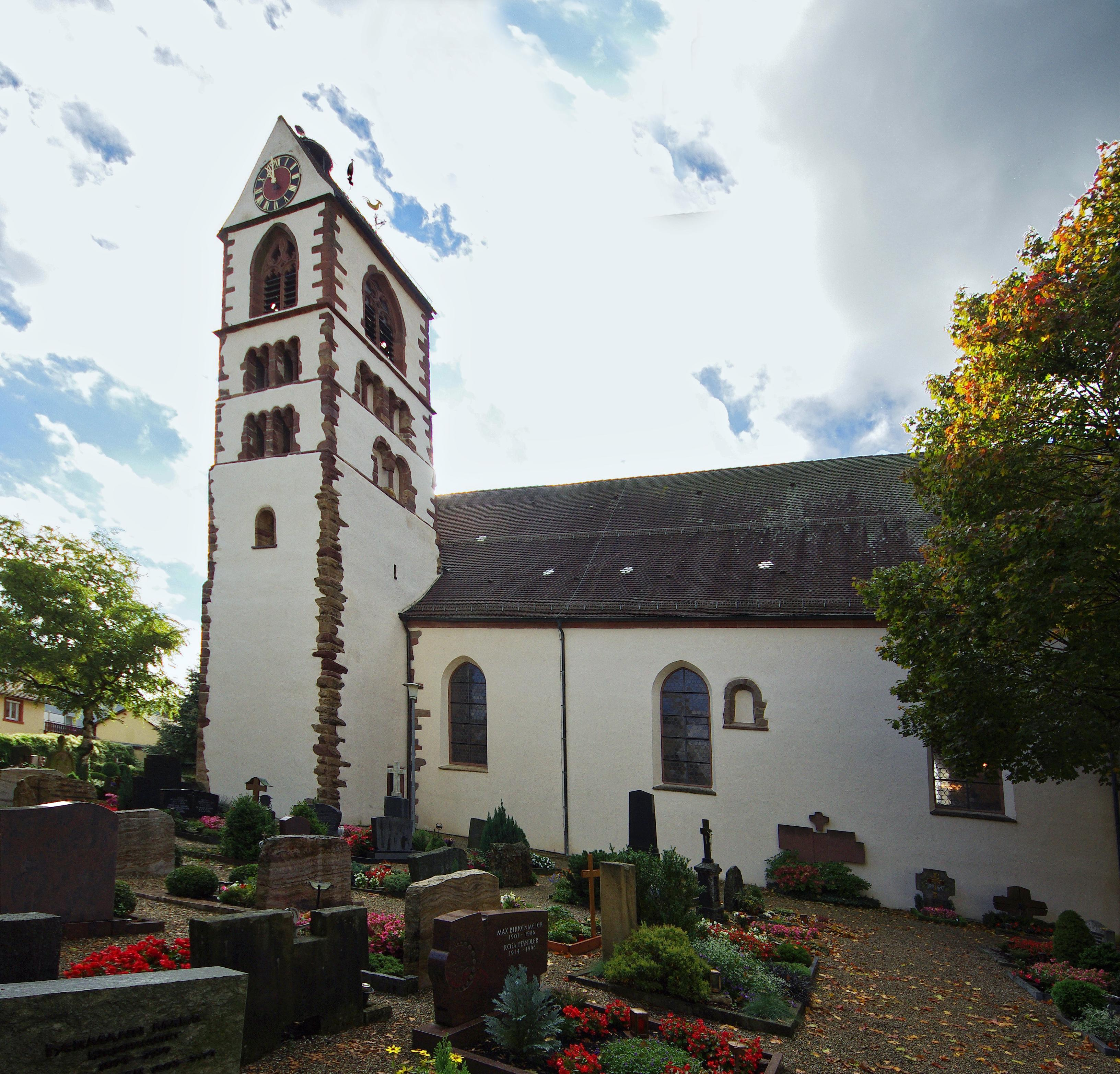
Kirche und Friedhof von Norden im Jahr 2011

Danach gab es einen Vorgängerbau, vielleicht noch aus der Zeit der Schenkungen an St. Gallen, einen rechteckigen Saal mit Rechteckchor, kürzer als die heutige Kirche, aber größer als die meisten frühen Dorfkirchen am Oberrhein. Er wurde durch Brand zerstört, aber um 1100 auf denselben Fundamenten wieder errichtet, und an diese zweite Kirche wurden die drei untersten Turmgeschosse gebaut. Um 1200 folgten das vierte und fünfte Turmgeschoss mit ihren romanischen Klangarkaden.
Von 1505 bis 1510, durch eingemeißelte Jahreszahlen datierbar, wurde gotisch umgebaut. Der Chor wurde verlängert und erhielt einen oktogonalen Schluss. Ins unterste Geschoss des Turms wurde eine Sakristei eingebaut, und zum zweiten Turmgeschoss wurde vom Chorinneren eine Treppe hochgeführt. Außerdem wurde ein sechstes Geschoss aufgesetzt. Die Nordwand des Schiffs blieb erhalten, nur wurden die romanischen Fenster durch drei gotische Maßwerkfenster ersetzt. Die Südwand wurde dagegen vier Meter nach Süden verlegt, ebenfalls mit drei Maßwerkfenstern, dazu einem Portal mit Vorhalle.
1670 bis 1671 wurde das Schiff um etwa zehn Meter nach Westen verlängert. 1737 wurde das Maßwerk der sechs gotischen Fenster ausgebrochen und durch Eisengestänge ersetzt, und das Langhaus erhielt seine jetzige Gipsdecke mit ihren Malereien. Jünger sind ein östlicher Anbau an die Vorhalle und eine neue Sakristei. In den Jahren 1962/1963, 1982 und Ende der 1990er Jahre wurde die Kirche restauriert.

## Gebäude
Das Gelände fällt nach Westen zum Krummbach (bei Kirchzarten Osterbach genannt) ab. Die Westverlängerung der Kirche im 17. Jahrhundert musste darum auf Stützmauern gestellt werden. Vom Pfarrhaus nordwestlich war der Pfarrer mit wenigen Schritten über den Osterbach bei seiner Zehntscheuer und ein paar Schritte weiter bei der Talvogtei. Nördlich und östlich grenzt die Kirche an den Friedhof, dessen Erhalt die Gemeinde im 19. Jahrhundert durchsetzte. Im Süden ist der Friedhof aufgelassen. Dort stand an der Stelle des heutigen Kriegerehrenmals ein Beinhaus. Östlich stößt das ehemalige Kaplaneihaus an den Friedhof.

### Langhaus und Chor

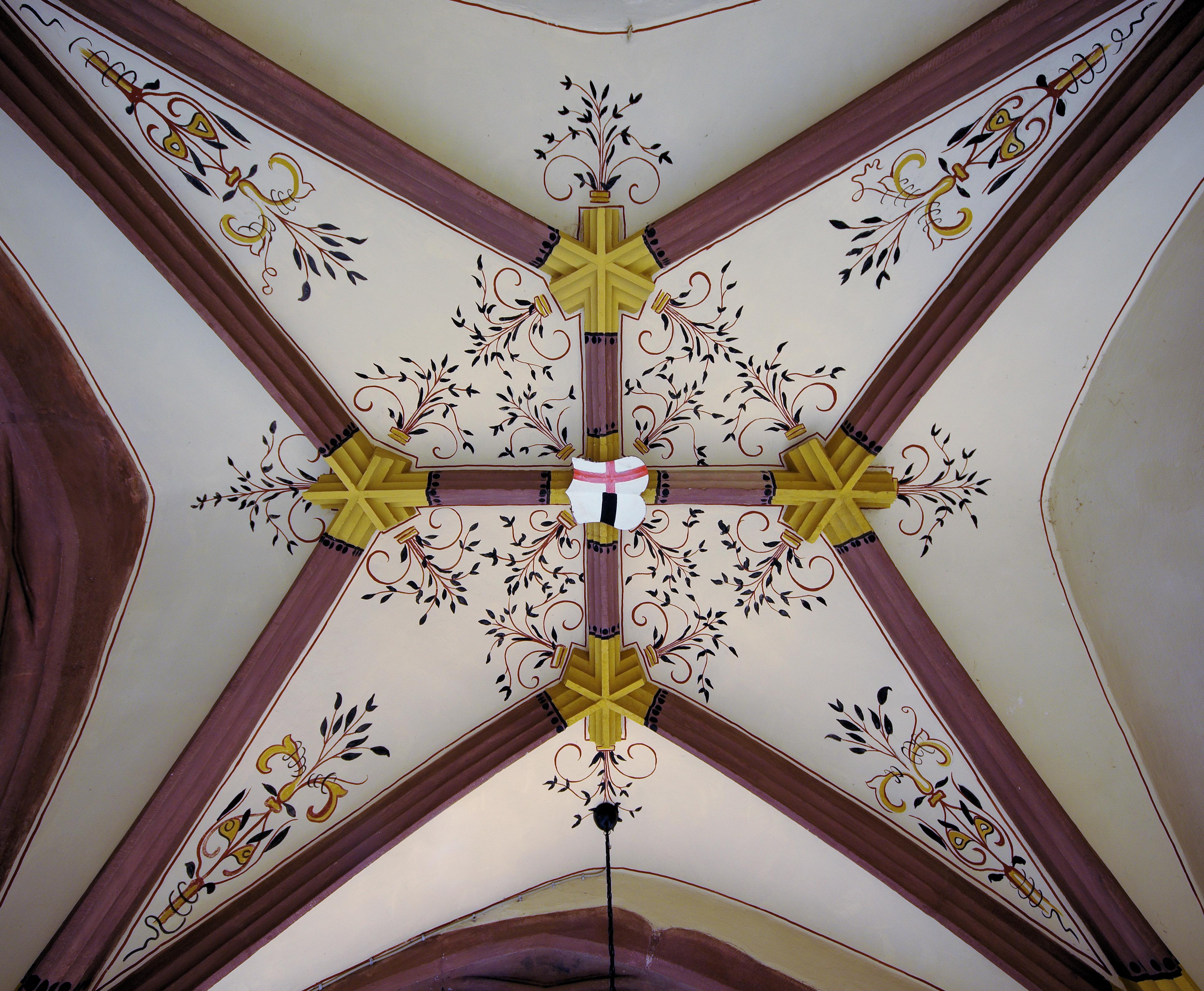
Gewölbe der Vorhalle; der rot-weiß-rote habsburgische Bindenschild 1994 in falschen Farben übermalt

Das Langhaus hat beidseits vier spitzbogige Fenster, die östlichen drei seit 1737 ohne Maßwerk, das westliche im Anbau des 17. Jahrhunderts, an die östlichen gotisierend angepasst, mit einfachem Maßwerk. Im Norden erinnert das kleine romanische Fenster an den Vorgängerbau. Drei Portale führen hinein. Das südöstliche, aus dem gotischen Umbau, mit reichem Stabwerk verziert, besitzt eine Vorhalle mit Sterngewölbe, ein Doppelwappen von Vorderösterreich und der Stadt Freiburg auf dem Schlussstein. Sie war ursprünglich nach Süden und Osten zum Friedhof offen und diente wohl als Gerichtsstätte, ist aber jetzt im Osten durch einen Anbau von 1857 verschlossen. Das südwestliche und das ihm gegenüberliegende nordwestliche Portal liegen innerhalb der Westverlängerung, sind aber älter: Sie wurden bei der Verlängerung aus dem gotischen Bau (wohl aus dessen Nord- und Westwand) hierher versetzt und gleichen darum dem an alter Stelle verbliebenen südöstlichen Portal. Die Westwand des Schiffs, des Geländes wegen kaum zu sehen, wird nur durch einige anspruchslose Fenster durchbrochen.
Der gotische Chor wird durch Strebepfeiler gestützt und besitzt fünf Fenster mit verschieden gestaltetem, Fischblasen enthaltenden spätgotischen Maßwerk. In den Winkel zwischen Chor und Vorhalle wurde 1904 eine neugotische Sakristei gebaut. Ein schlichter Triumphbogen führt vom Langhaussaal mit seiner Korbbogendecke von 1737 in den Chor, dessen Netzgewölbe auf Wanddiensten ruht. Die Balustrade der Treppe zum zweiten Turmgeschoss, fast fünf Meter lang und mit Fischblasenmaßwerk, ist aus einem einzigen Block Sandstein gearbeitet.

### Turm
Der Turm mit quadratischem Grundriss ist an die Nordseite des Chors angebaut und ragt mit seinen sechs Geschossen 32,5 m hoch. Die Ecken sind durch Natursteine betont. Die drei unteren Stockwerke mit Buckelquader-Ecken und nur wenigen Fensteröffnungen wirken wehrhaft. Das vierte und das fünfte Geschoss sind dagegen mit Gesimsen, Ecken aus geglätteten Natursteinen und den schönen, nach allen Himmelsrichtungen weisenden Klangarkaden reich gegliedert. Im sechsten Geschoss öffnen sich weite zweiteilige gotische Maßwerkfenster. Auf dem Satteldach darüber, mit Zifferblättern an den Giebeln, nisten seit 1996 wieder Störche. 2025 brütete auf dem Turm das Storchenpaar Ulla und Edgar.
Der Turm ist mit fünf Glocken bestückt. Nachdem im Zweiten Weltkrieg das Geläut bis auf eine kleine Glocke von 1936 beschlagnahmt wurde, sollte es nach dem Krieg wieder komplettiert werden. Die beschlagnahmte historische Vesperglocke wurde 1946 auf dem Hamburger Glockenfriedhof wieder aufgefunden, drei weitere Glocken konnten 1950 durch die Spende eines Lottogewinners dem Geläut hinzugefügt werden.
| Glocke | Name               | Gussjahr | Gießer                      | Durchmesser | Gewicht | Schlagton |
| ------ | ------------------ | -------- | --------------------------- | ----------- | ------- | --------- |
| 1      | Christkönigsglocke | 1950     | Grüninger, Straß b. Neu-Ulm | 1560 mm     | 2500 kg | c′+5      |
| 2      | St. Gallus-Glocke  | 1950     | Grüninger, Straß b. Neu-Ulm | 1220 mm     | 1150 kg | e′+3      |
| 3      | St. Josef-Glocke   | 1950     | Grüninger, Straß b. Neu-Ulm | 1120 mm     | 680 kg  | g′+3      |
| 4      | Vesperglocke       | 1699     | Ign. Thouvenel, Lothringen  | 880 mm      |         | a′+8      |
| 5      | Marienglocke       | 1936     | Grüninger, Villingen        | 750 mm      | 150 kg  | c″+8      |

Alle Glocken sind am Uhrschlag beteiligt, Glocken 1 und 2 am wiederholenden Stundenschlag, die anderen schlagen alle Viertelstunden. Die Läuteanlage wurde 2006 gründlich saniert.

## Ausstattung

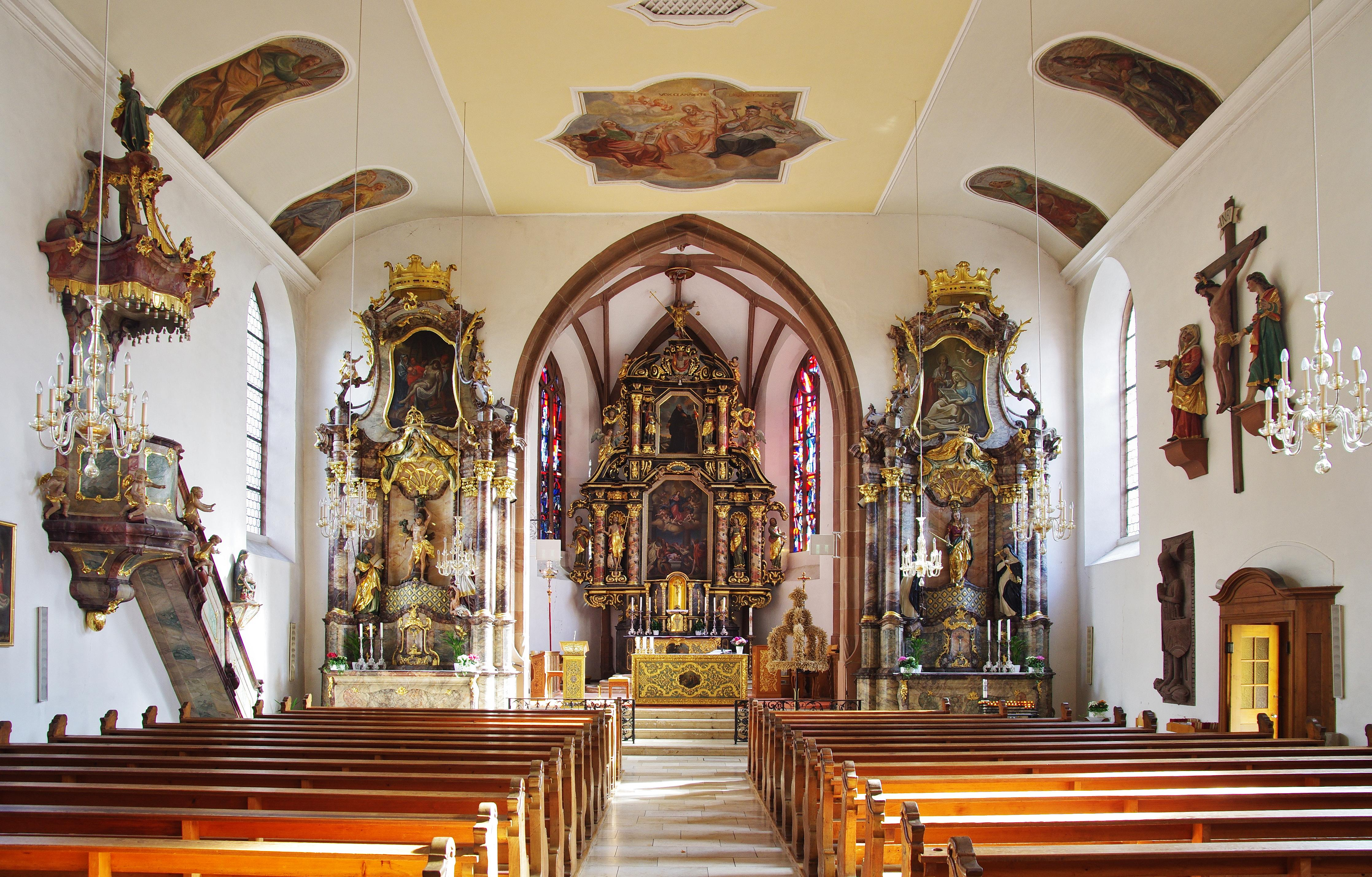
Der Innenraum

Außen stammt nur eine Ölberggruppe Matthias Fallers in der Vorhalle aus der Barockzeit. Über den Eingang zur Vorhalle hat Benedikt Schaufelberger (1929–2011) eine Verkündigungsszene gemalt.

### Inneres

#### Gemälde und Schlusssteine
Ganz anders im Inneren. Hier umschließt das mittelalterliche Mauerwerk einen überwiegend barock geprägten, strahlend weißen Saal. Die drei Deckengemälde und die zwölf Bilder der Apostel am Übergang von der Decke zu den Wänden schuf der Freiburger Maler Hans Michael Saur (1692–1745) 1737. Das westliche Deckenfresko zeigt den heiligen Sebastian zwischen Gallus und Magnus von Füssen, der erstere mit dem Bären, der ihm diente, der letztere mit einem schlangenumwundenen Stab – Magnus schützte vor gefährlichen Tieren. Das mittlere Fresko zeigt die Krönung Mariens. Das vordere zeigt drei wichtige Heilige mit dem Namen Johannes: den Apostel und Evangelisten mit Schreibfeder und einem Buch, in dem „calamus scribentis – Griffel des Schreibers“ steht; Johannes den Täufer, bezeichnet als „vos clamantis – Stimme eines Rufenden (in der Wüste)“; und Johannes Nepomuk mit dem Finger auf den Lippen und bezeichnet „lingua tacentis – Zunge des Schweigenden“ – nach seiner Legende wurde er getötet, weil er sich weigerte, das Beichtgeheimnis zu brechen. So erinnern schon die drei Deckenbilder an die sanktgallische und johannitische Vergangenheit.

Deckengemälde im Langhaus
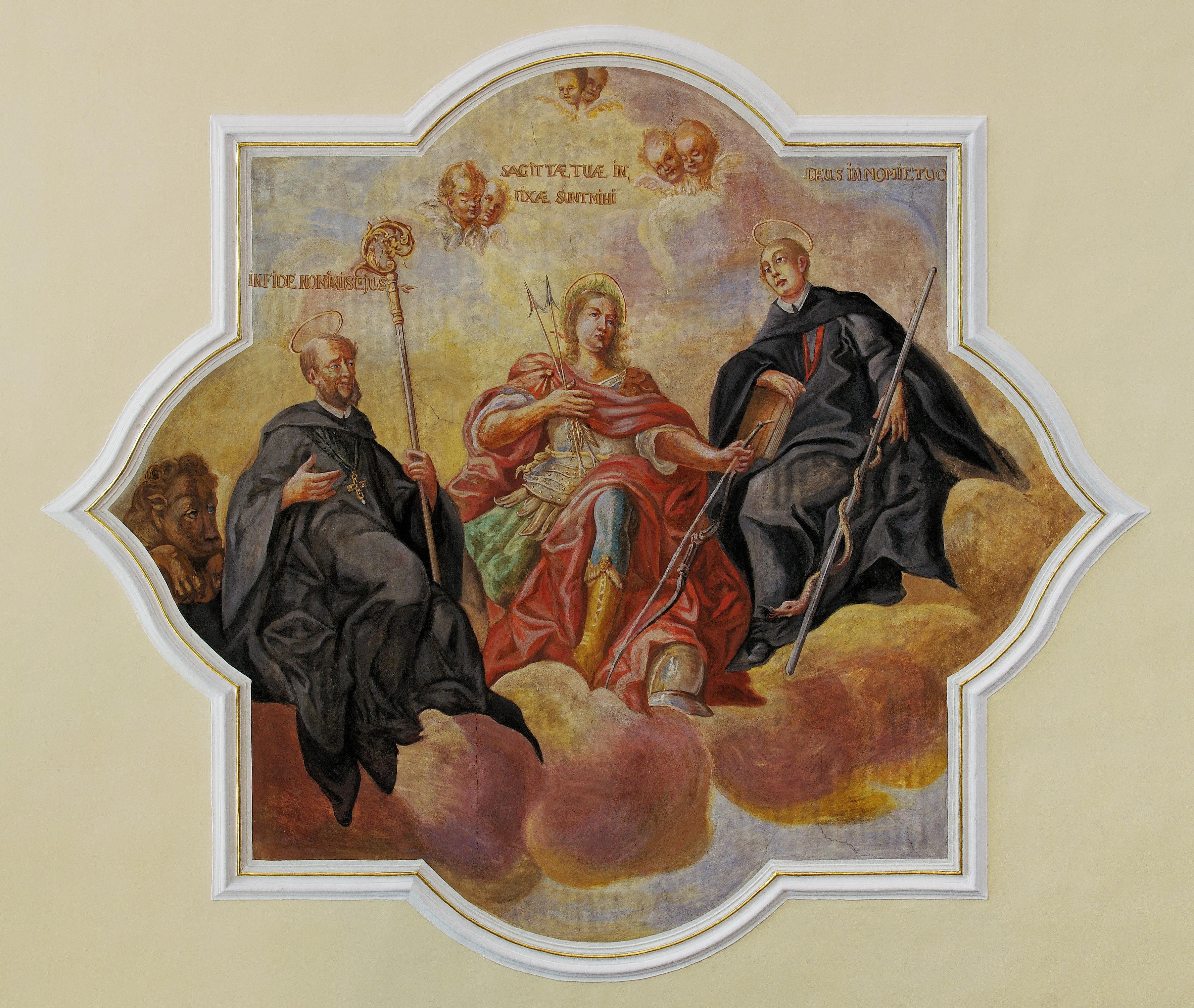
Gallus, Sebastian und Magnus
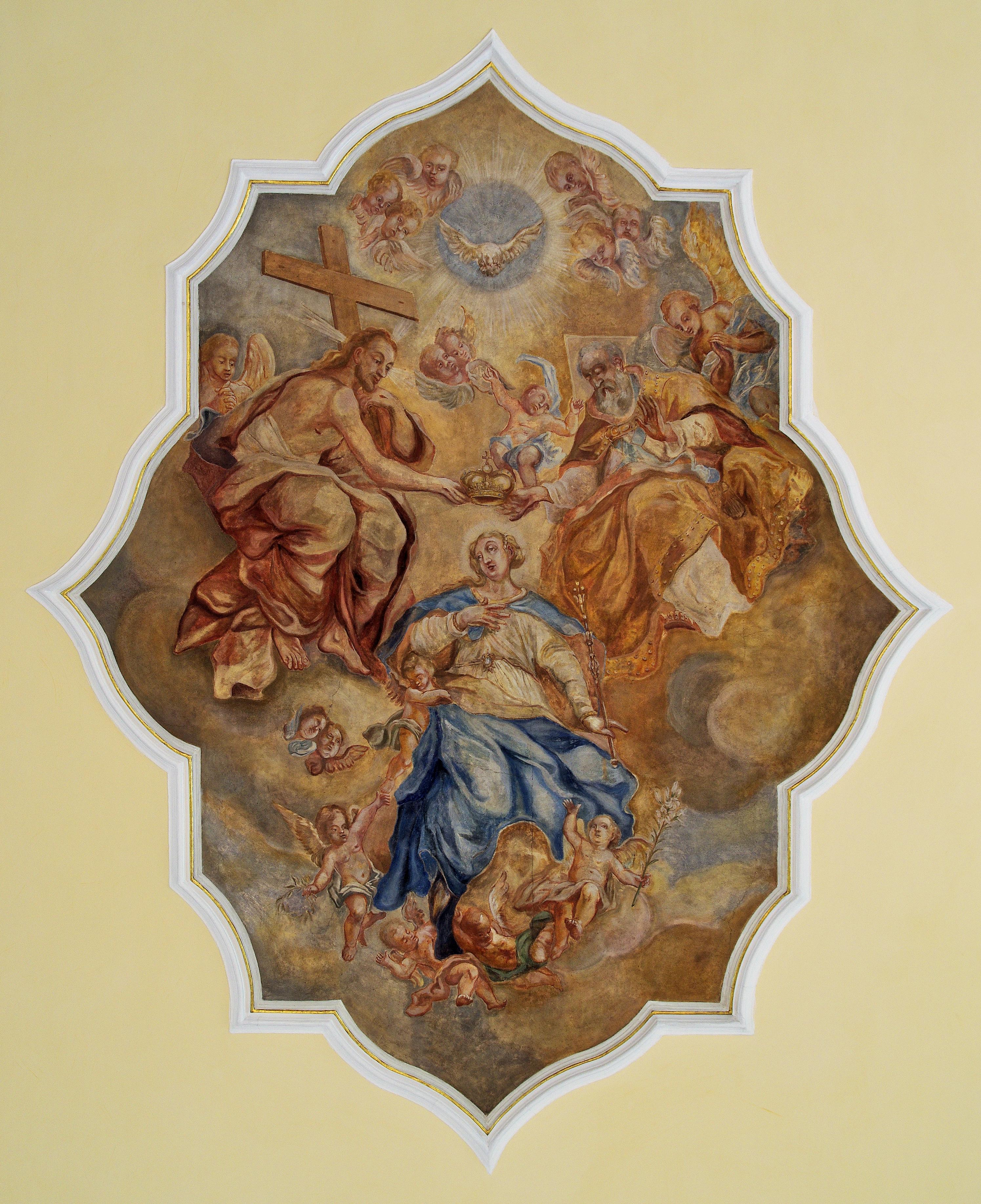
Krönung Mariens
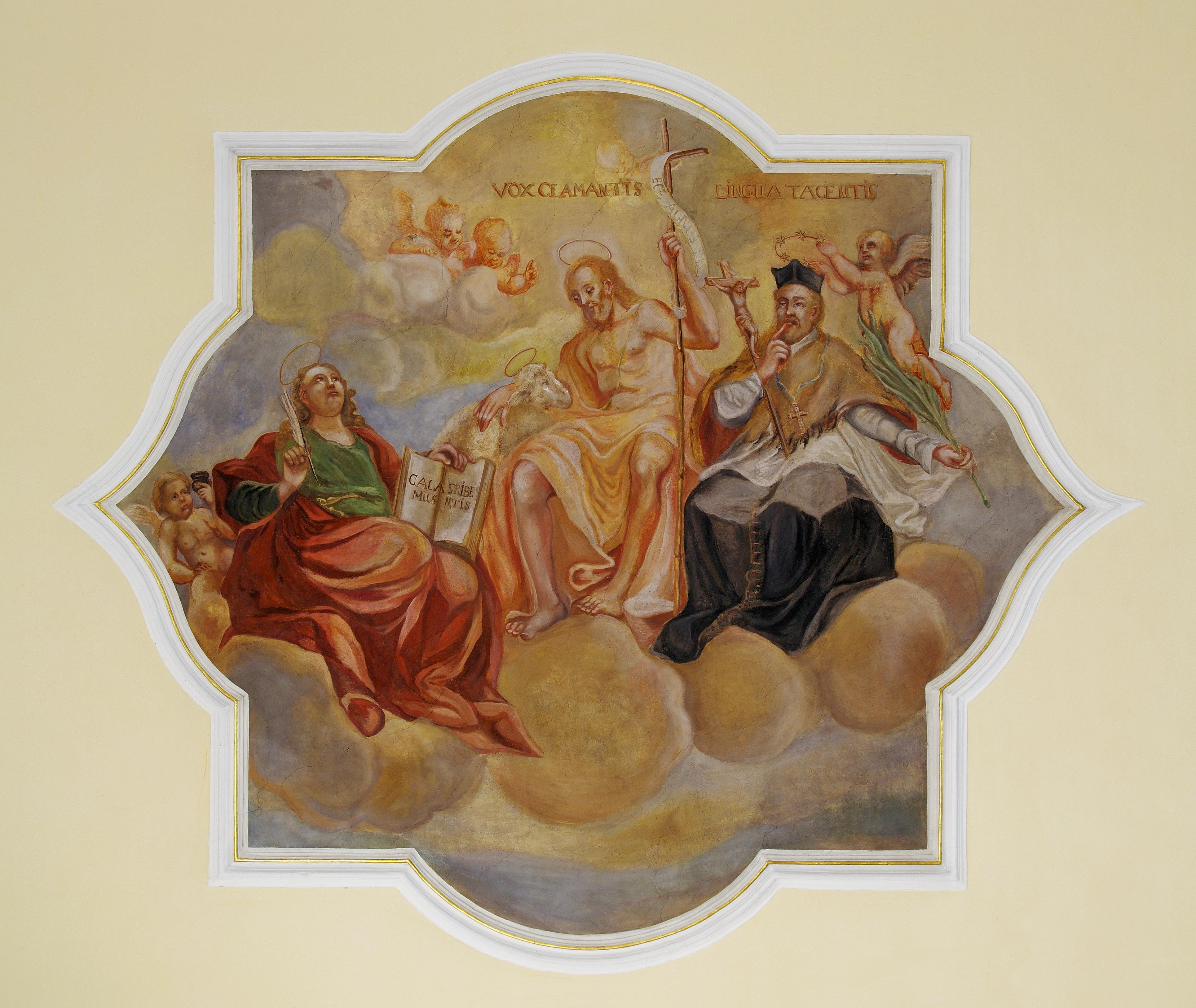
Die drei Johannes

An diese Vergangenheit erinnern auch die vier Schlusssteine des Chorgewölbes: auf Wolken von West nach Ost Johannes der Täufer, Gallus mit Bär und Abtsstab, Maria mit ihrem Kind und  Christus als Auferstandener mit der Siegesfahne.

Schlusssteine im Chor
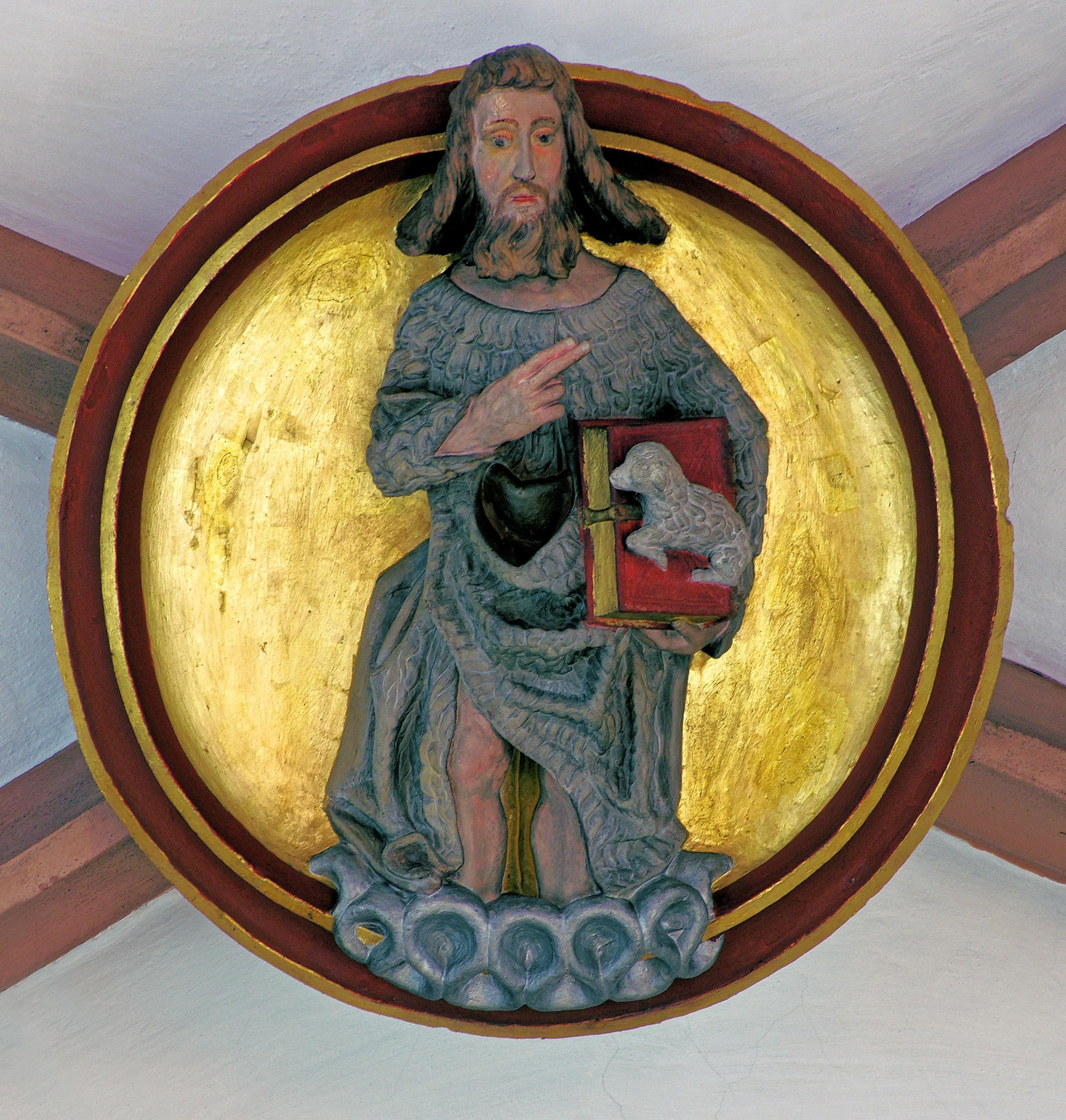
Johannes der Täufer
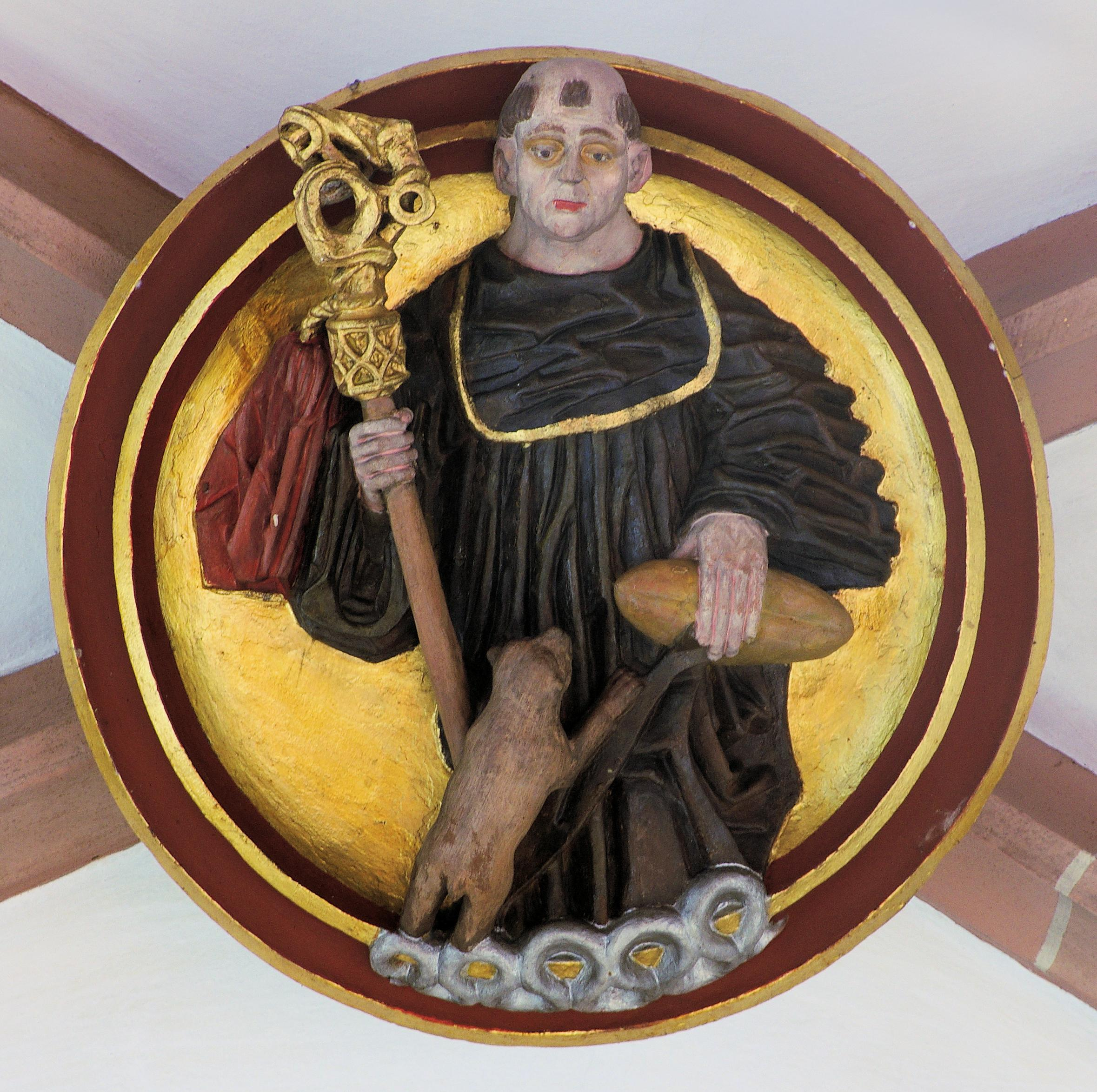
Gallus
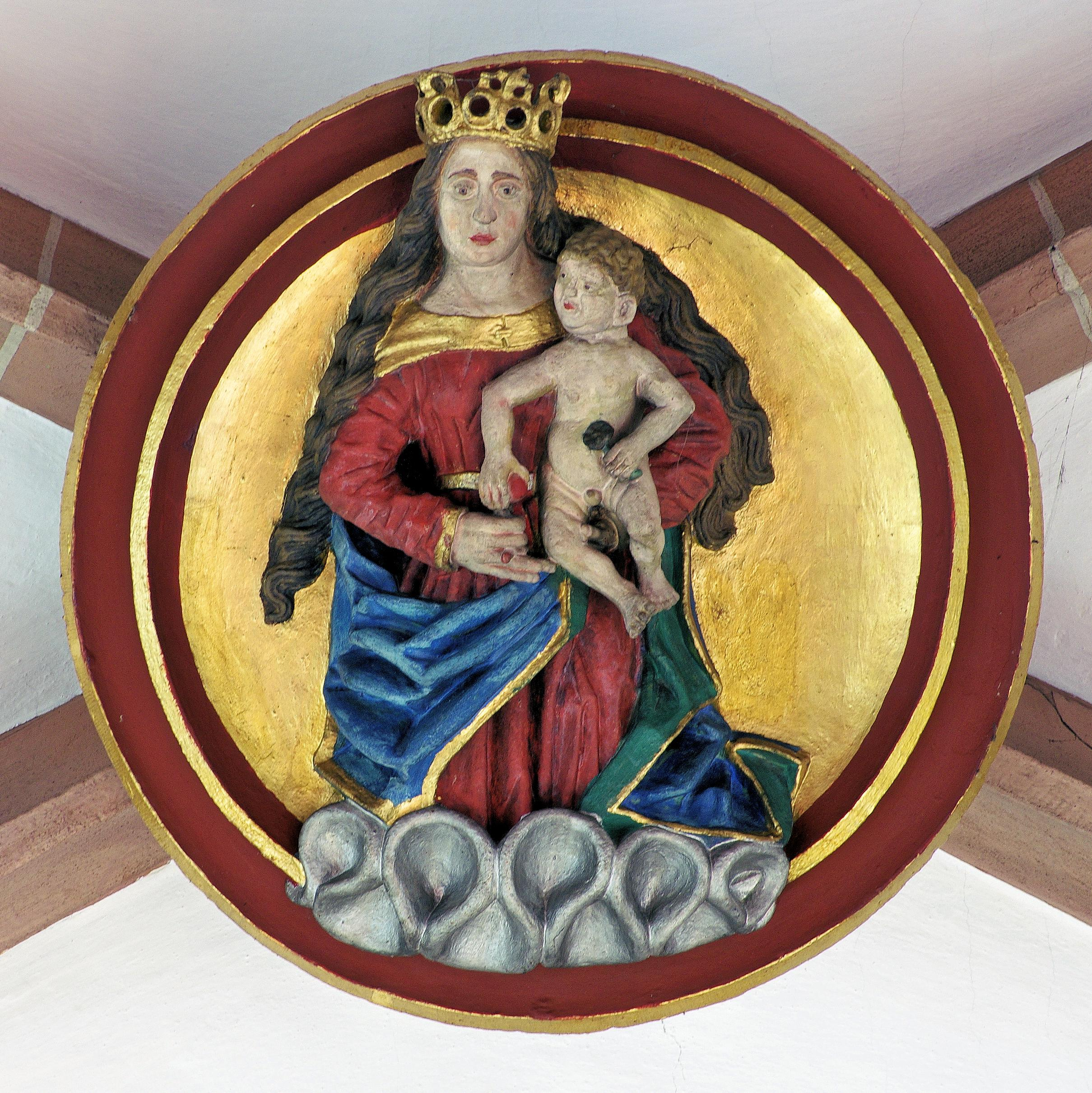
Maria und Kind
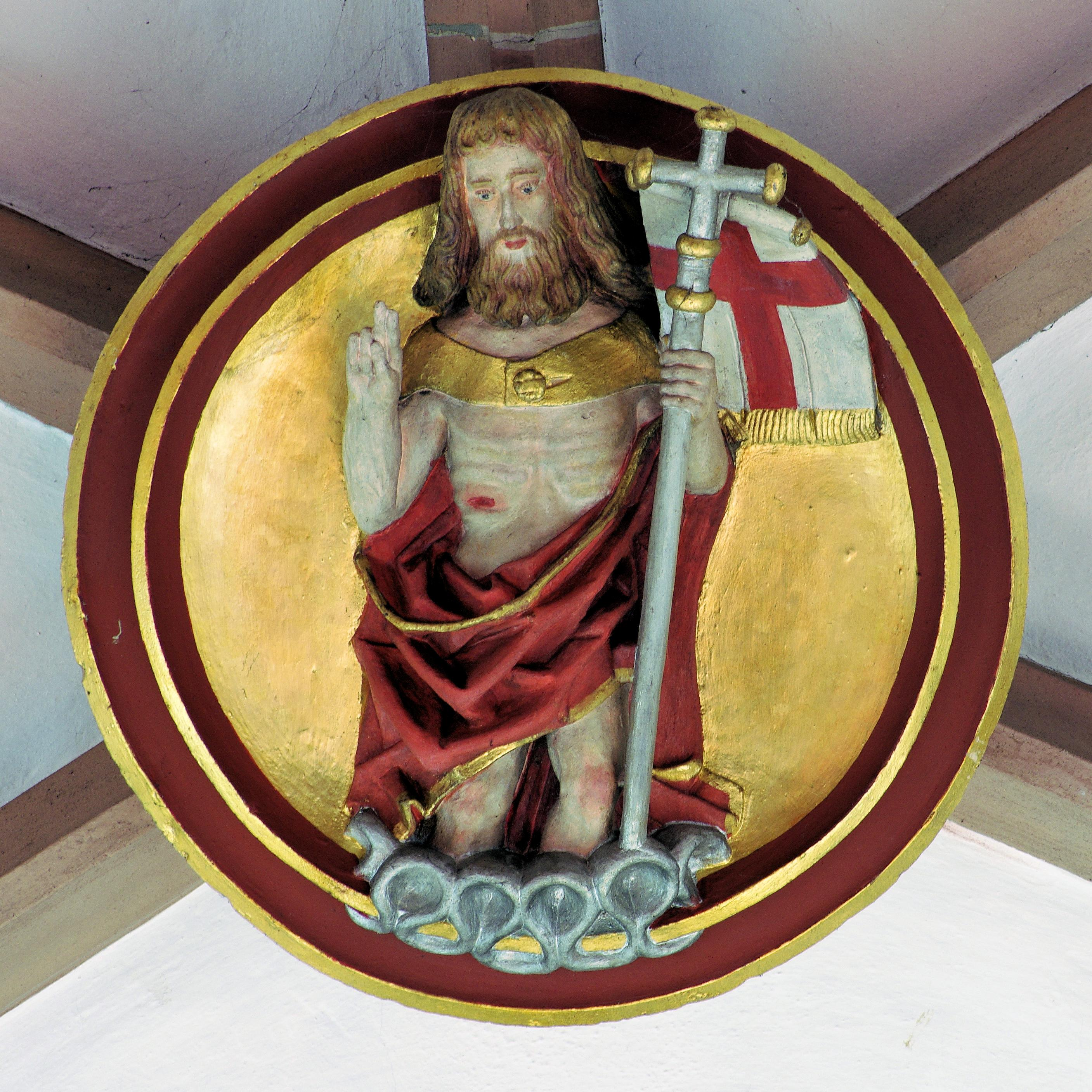
Der Auferstandene

#### Altäre

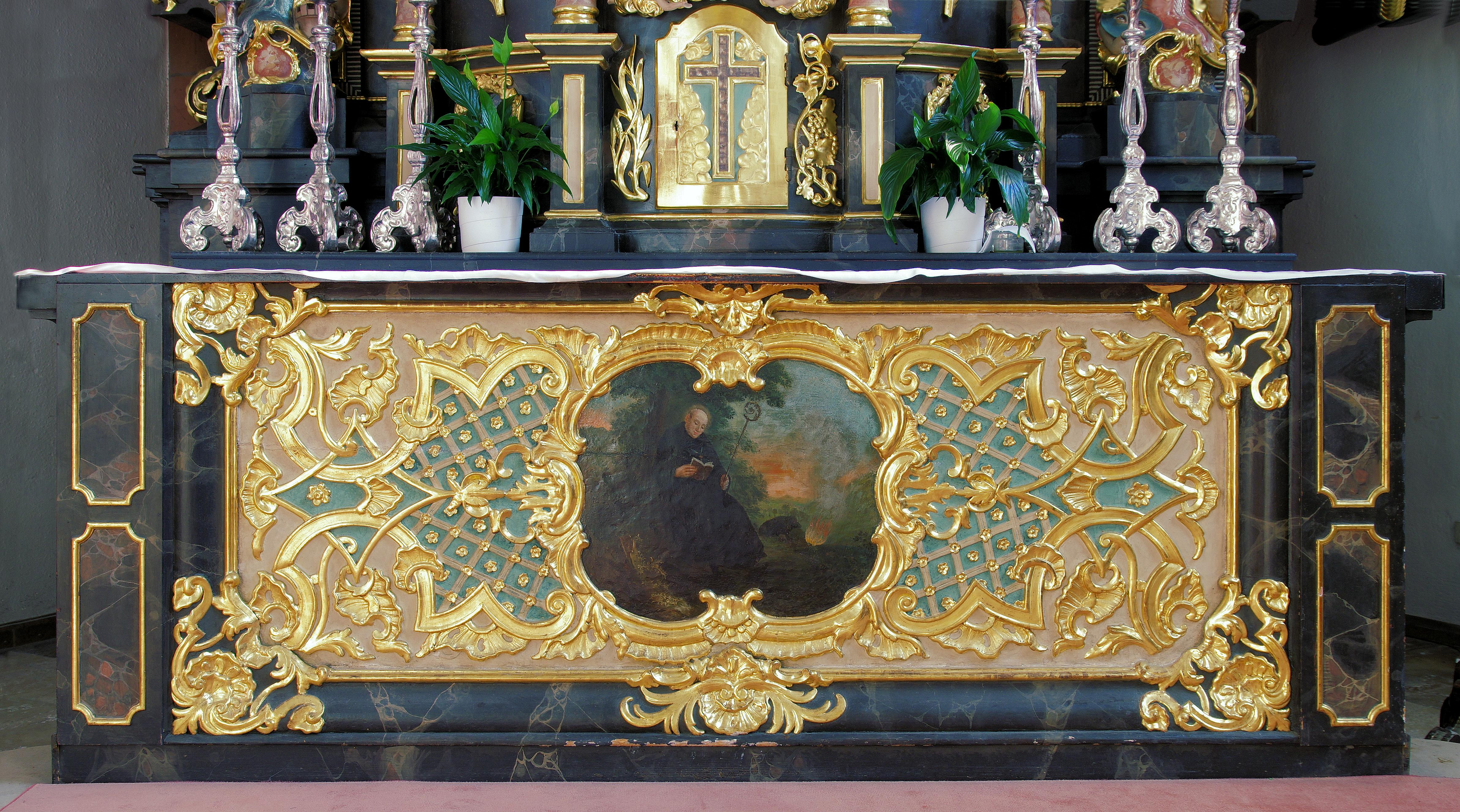
Antependium des Hochaltars

Der Hochaltar ersetzte 1683 einen mittelalterlichen Vorgänger. Die Gemälde sind signierte und urkundlich gesicherte Werke des jungen Johann Caspar Brenzinger. Das Hauptbild ist eine dramatisch bewegte „Aufnahme Mariens in den Himmel“. Das Oberbild zeigt wieder Gallus mit dem Bären, wie er ihm Holz bringt. Der Heilige lenkt mit der rechten Hand den Segen des Himmels auf Kirchzarten, das durch die Talvogtei repräsentiert wird. „Die Darstellung der Talvogtei ist so deutlich, daß wir sogar das Fehlen des Kamins, einer späteren Zufügung, feststellen können.“ Die Urheberschaft der Schnitzereien ist eine Zuschreibung. Sie kommen danach von dem in Kirchzarten geborenen Franz Hauser („Hauser III“ nach Hermann Brommer) aus der Bildhauersippe Hauser. Die Säulen und schweren Architrave betonen die Vertikale und Horizontale – hier „klingt noch die Renaissance nach“. Die vier unteren Säulen – die inneren gedreht – sind von Rebzweigen mit Trauben umwunden. Neben das Hauptbild stellte Hauser Johannes den Täufer und den Apostel Johannes sowie weiter außen Petrus und Paulus. „Die Figuren – selbst säulenartig – sind fest in den architektonischen Rahmen gebunden und ohne ihn kaum vorstellbar.“ Neben dem Oberbild stehen der heilige Georg und eine heilige Frau, vielleicht Ursula. Darüber schwebt eine Heiliggeisttaube, streckt Gottvater dem Betrachter seine Arme entgegen und hält der Erzengel Michael seine Seelenwaage. Die Büsten der heiligen Barbara und Odilia an den Sockeln der unteren Säulen werden Franz Hausers Sohn Franz Xaver Anton Hauser („Hauser IV“) zugeschrieben. Im Antependium umrahmt reiche, vergoldete Schnitzerei ein weiteres, in Blautönen gehaltenes Bild des heiligen Gallus.

Die Altäre
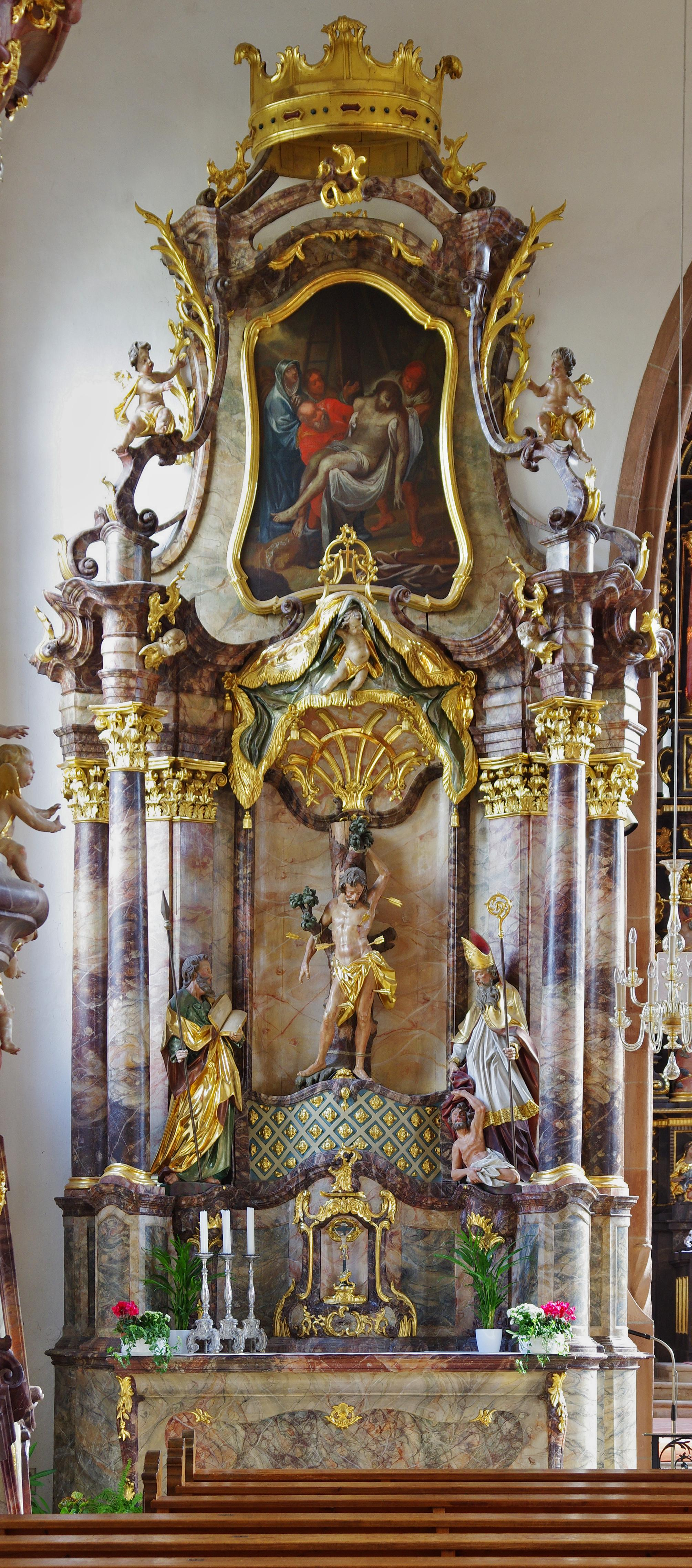
Linker Seitenaltar
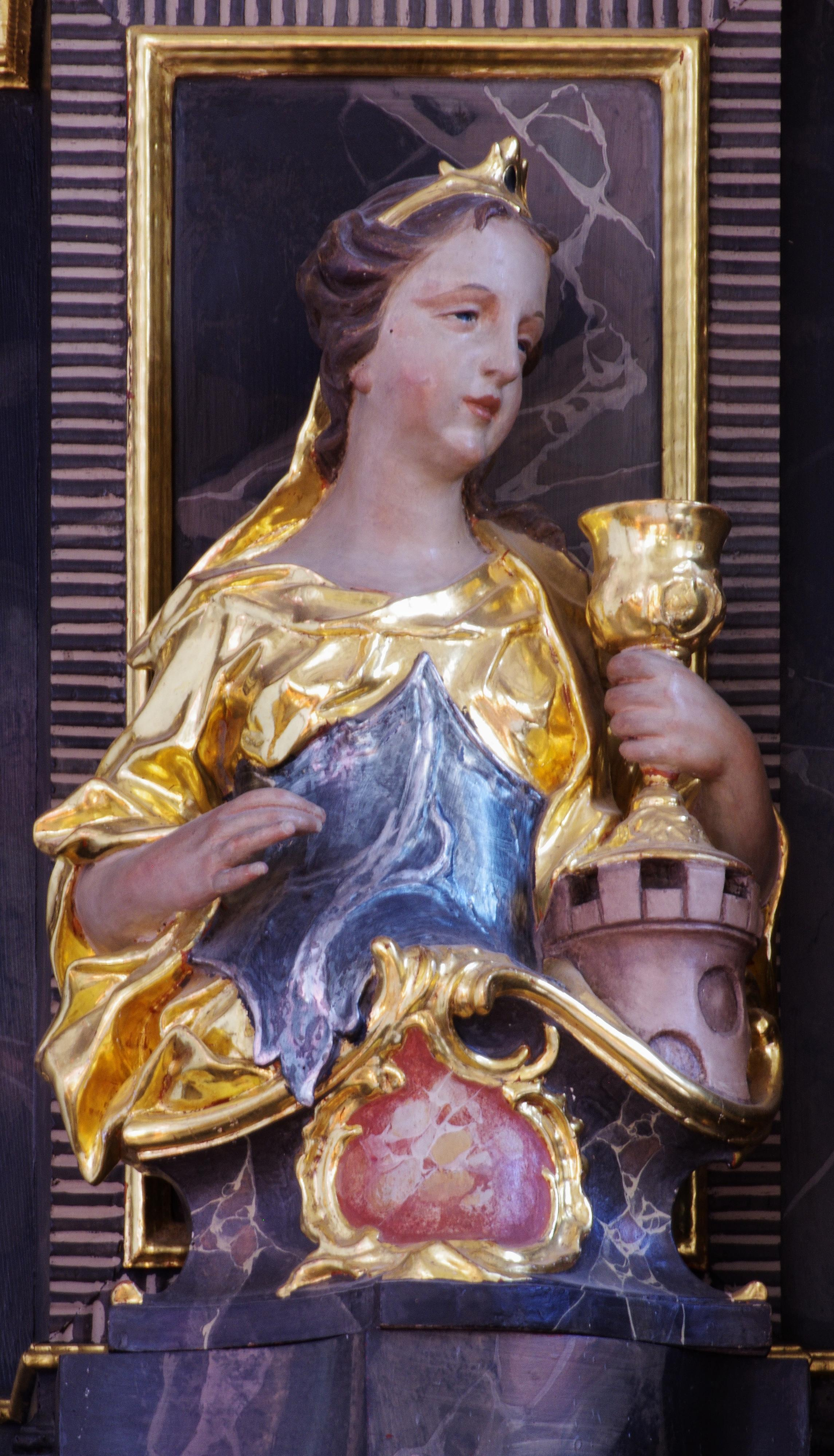
St. Barbara, links am Hochaltar
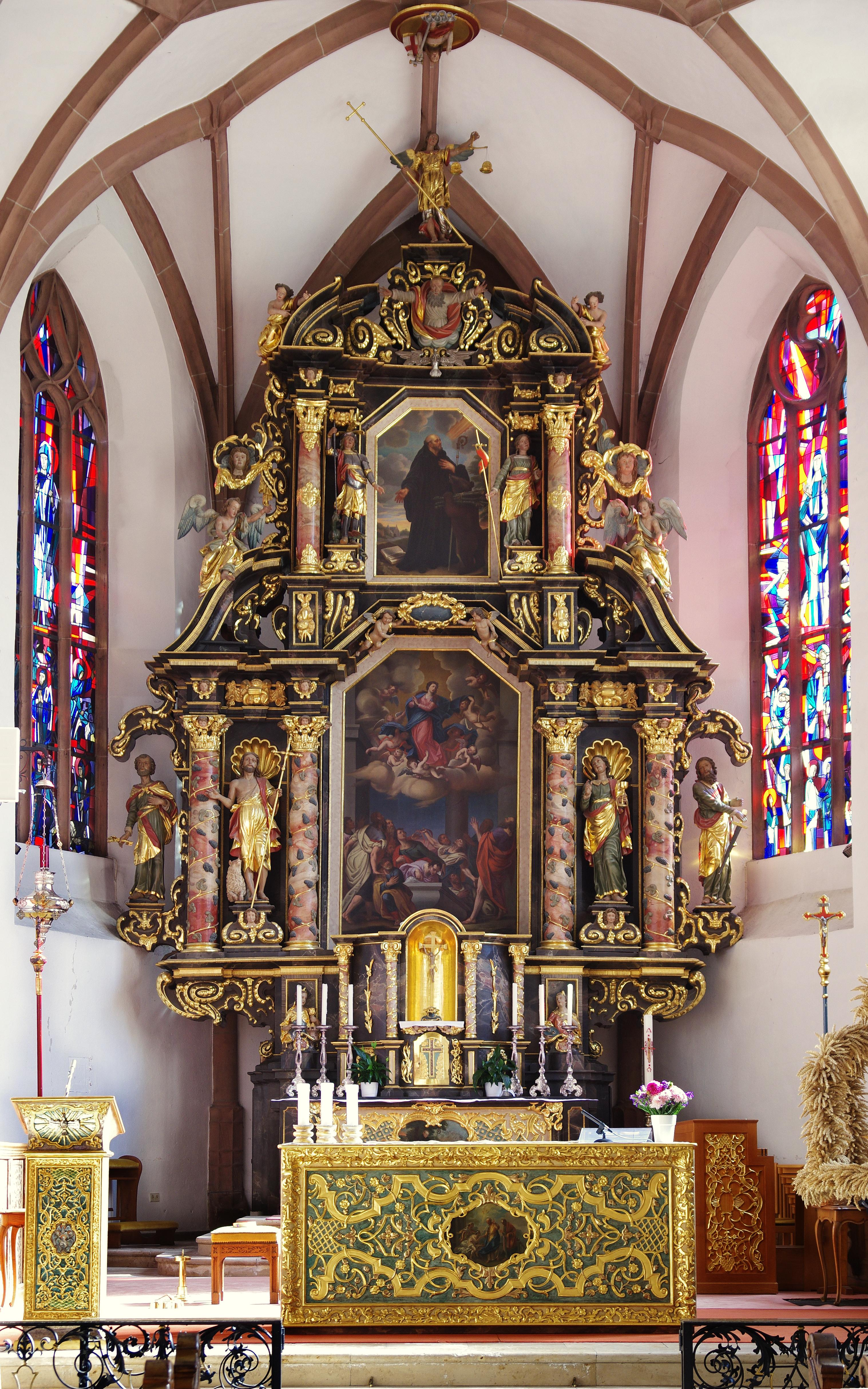
Hochaltar
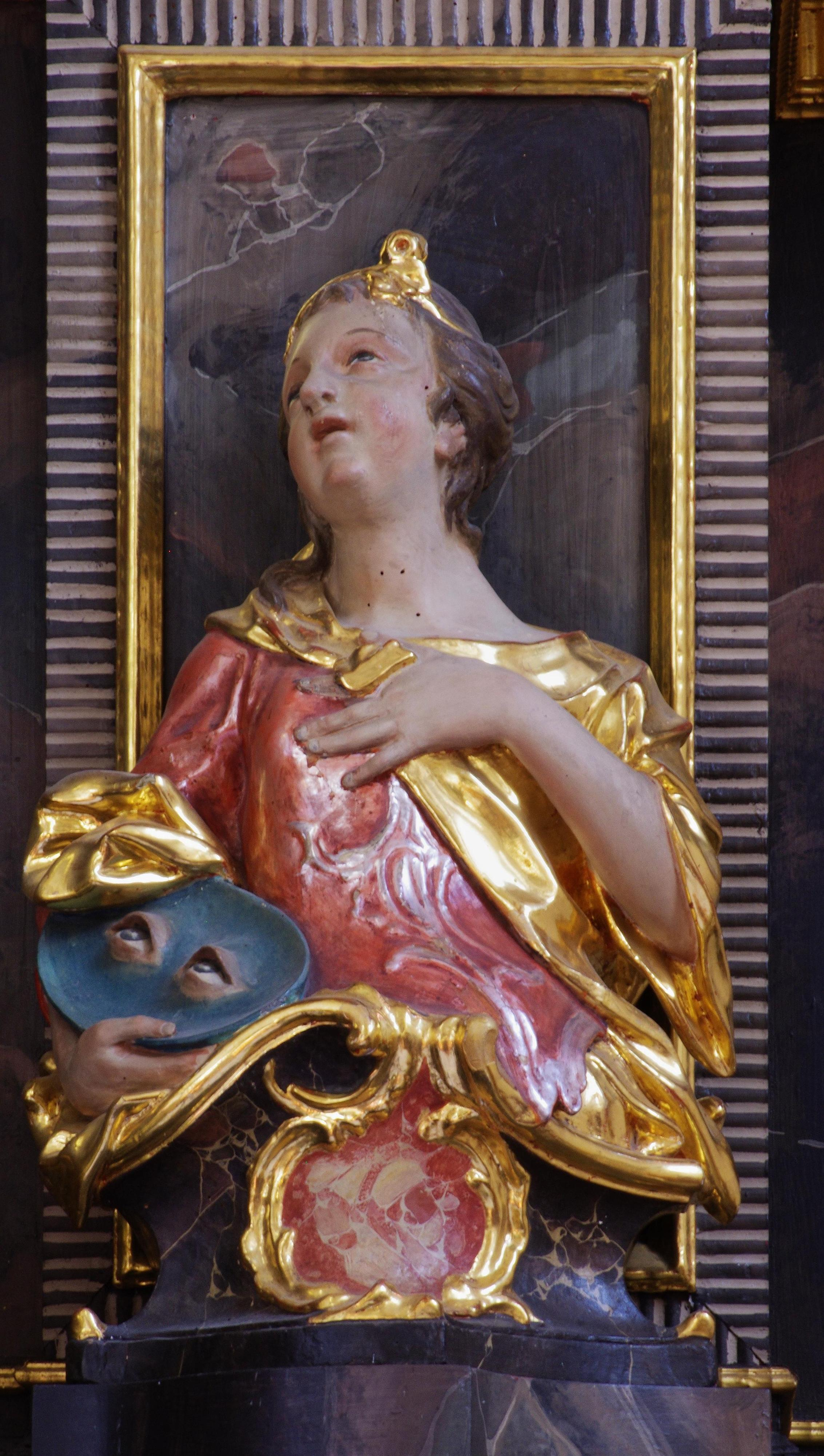
St. Ottilie, rechts am Hochaltar
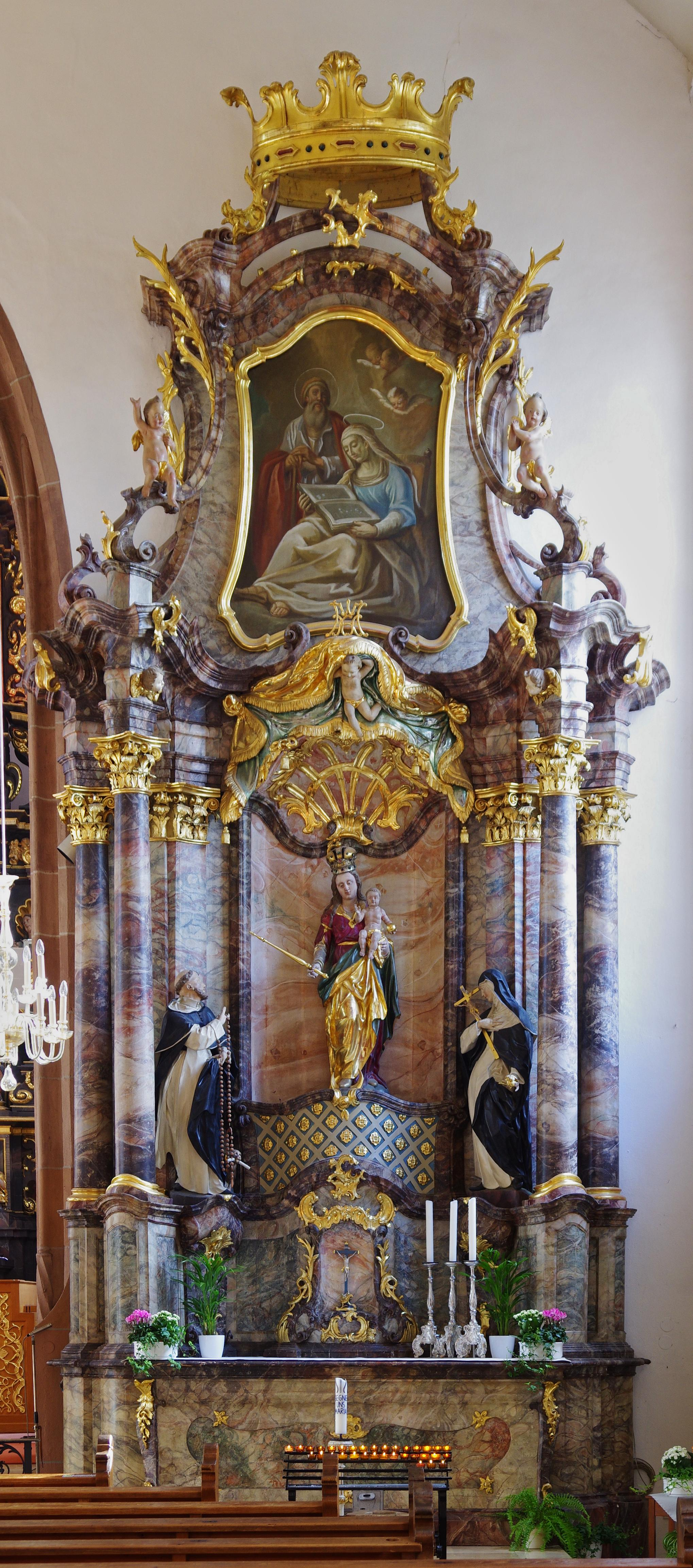
Rechter Seitenaltar

Franz Xaver Anton schuf vermutlich 1763 auch die Seitenaltäre. „Ein Vergleich zwischen dem Hochaltar und den Seitenaltären zeigt, wie innerhalb einer Generation – vom Vater zum Sohn – ein Stil sich weiterentwickelt hat vom statuarischen, ruhigen Aufbau des Hochaltars zu den schwungvollen Seitenaltären (vor allem deren Bekrönungen) mit den sehr bewegten Figuren.“ Es ist die Entwicklung vom Barock zum Rokoko. Der Vergleich beeindruckt besonders wegen der Einheitlichkeit der beiden Seitenaltäre. Nur die Madonna in der Mitte des rechten Altars ist noch ein Werk des Vaters, und die Putten dort könnte Franz Xaver Antons damals 24-jähriger Sohn Franz Anton Xaver („Hauser V“) geschnitzt haben. Die Oberbilder malte vermutlich Johann Pfunner.
Die Nebenfiguren des rechten Seitenaltars, des Rosenkranzaltars, sind die heiligen Dominikus und Katharina von Siena in Dominikanertracht. Neben Dominikus steht sein Attribut, der Hund mit der Fackel im Maul; Katharina trägt ein Kreuz und eine Rose. Das Oberbild zeigt Joachim und Anna, die Eltern Marias. Der linke Seitenaltar, Sebastiansaltar, trägt die Figuren des heiligen Sebastian, des heiligen Martin von Tours, wie er seinen Mantel teilt, und eines Heiligen mit Lanze, vielleicht des Apostels Thomas. Das Oberbild zeigt eine Grablegung Christi.
Die vier Säulen jedes Seitenaltars stehen nicht in einer Ebene wie am Hauptaltar, sondern die äußeren sind gegenüber den inneren zurückgesetzt. An die Stelle von Horizontalen sind Wellenlinien getreten. Das Gebälk ist nach oben aufgebrochen. In jedem Altar arrangiert eine Putte hinter der Zentralfigur einen Vorhang. Volutenbügel, auf denen Putten balancieren, schwingen sich neben dem Oberbild aufwärts und tragen eine mächtige Krone. Solche Kronen finden sich bei elsässischen Altären, zum Beispiel in Ebersmünster. Franz Xaver Anton Hauser hat bis zum Alter von 35 Jahren im Elsass gelebt und dort wohl diesen Altartyp kennengelernt. Vor Kirchzarten hat er ihn etwa 1740 schon in der Pfarrkirche St. Pankratius in Burkheim am Kaiserstuhl verwirklicht.

#### Weitere Ausstattung
Vom Stil der Seitenaltäre und wohl auch von Franz Xaver Anton Hausers Hand ist schließlich die Kanzel. Vier Putten – wie am rechten Seitenaltar für den Sohn Franz Anton Xaver („Hauser V“) reklamiert – sitzen an der Treppe und dem Korb. Die Gesimse des Deckels schwingen in Wellen. „Auf den Erhöhungen sitzen üppige und spritzige Rokoko-Ornamente – in der Mitte eine Kartusche – welche zum Reizvollsten dieser Art im Breisgau zählen.“ Oben steht Christus auf einer Weltkugel als Erlöser der Welt. Man hat die Kirchzartener Werke von Franz Xaver Anton Hauser auch für Werke Christian Wentzingers gehalten, und jedenfalls sind sie von ihm inspiriert.
Die große Kreuzigungsgruppe an der Südwand mit Maria und Johannes, aus dem 15. oder 16. Jahrhundert, soll vom ehemaligen Kreuzaltar stammen. An der Südwand stehen als weitere Dreiergruppe auf Podesten ein barocker Gallus und zu seinen Seiten der heilige Benedikt von Nursia und seine Schwester, die heilige Scholastika. Benedikt und Scholastika sind verkleinerte Kopien von Statuen Joseph Anton Feuchtmayers auf dem Hochaltar der Kirche des Klosters St. Peter. Der ehemalige Kirchzartener Pfarrer Franz Kern ließ sie um 1990 anfertigen, um den Gründer des für Kirchzarten so wichtigen Ordens in der Kirche zu vergegenwärtigen.
Unter der Kreuzigungsgruppe ist die qualitätsvolle Grabplatte Kunos von Falkenstein (aus dem Geschlecht der Herren von Falkenstein (Höllental)) aufgerichtet. Lebensgroß liegt er in voller Rüstung mit Kettenpanzer, Stahlhaube, Schwert, Dolch und Schild, die behandschuhten Hände gefaltet. Der Kopf ruht auf einem quergelegten Turnierhelm, die Füße setzt er auf einen Löwen. Die Schrift auf den beiden Längsseiten lautet:
    „ANNO•DNI•MCCC•XLIII•IIII•ID

    MAII•Ø•DNS•CUNO•DE•VALKENSTEIN•MILES

    Im Jahr des Herrn 1343, am 4. Tag vor den Iden

    des Mai, starb Ritter Kuno von Falkenstein.“
Die Grabplatte ähnelt der eines Grafen von Freiburg im südlichen Seitenschiff des Freiburger Münsters.

#### Orgeln

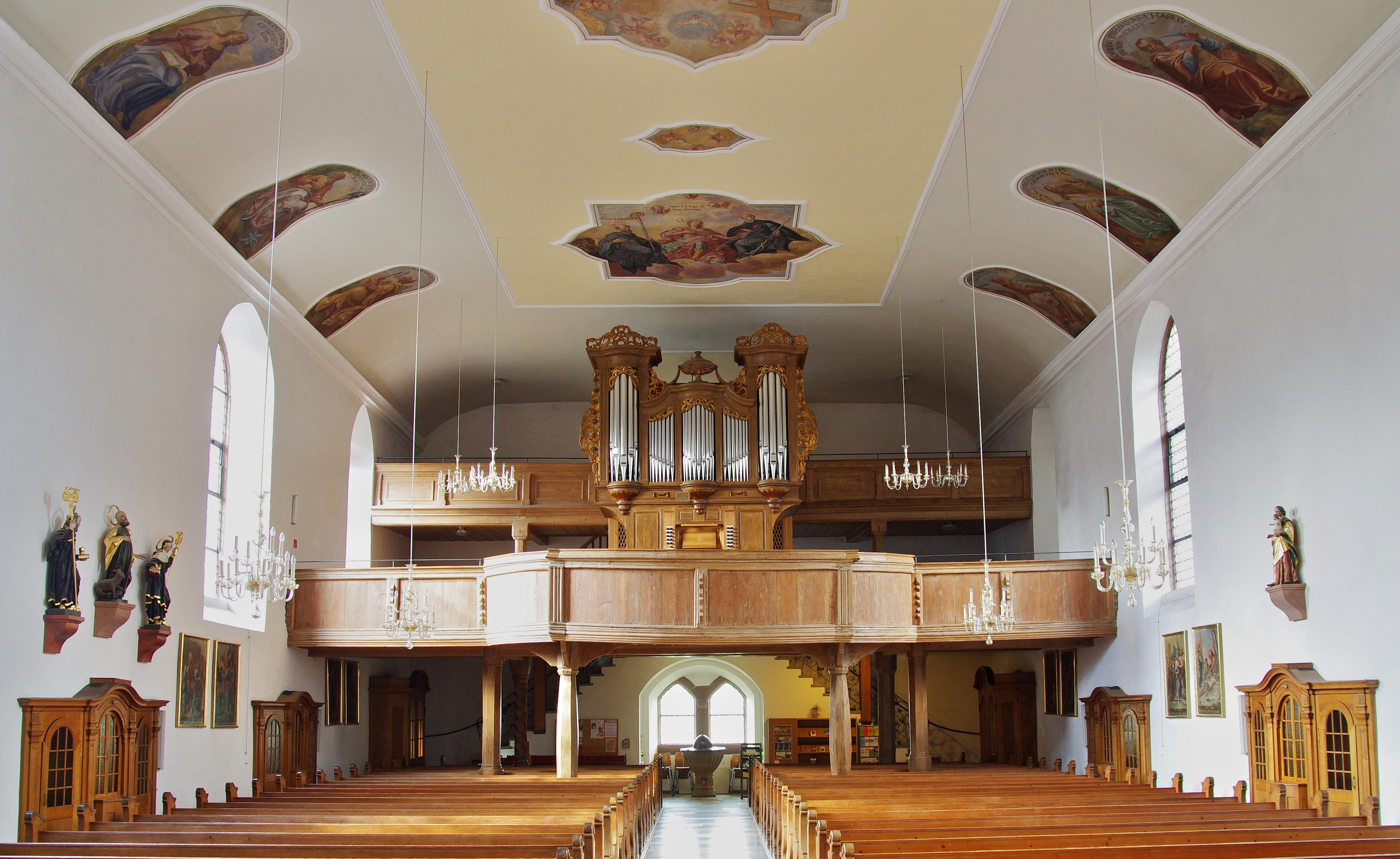
Orgel

1805 erstellte Xaver Bernauer aus Staufen ein zwölf Register umfassendes Instrument mit einem Manual und Pedal. Über die Zeit erfolgten mehrere Reparaturen und Erweiterungen, bis der Freiburger Orgelbauer Willy Dold 1936 das Bernauer-Gehäuse für einen Neubau mit elektropneumatischen Kegelladen und freistehendem Spieltisch verwendete. Verteilt auf Hauptwerk, Schwellwerk und Pedal besaß diese Orgel 25 Stimmen. Der Wandel orgelbaulicher Ideale und Klagen über technische Probleme führten 1991 zu einem neuen Neubau der Schweizer Orgelbaufirma Metzler aus Dietikon mit 28 Registern auf vollmechanischen Schleifladen.
Die vermutete Bernauer-Disposition bildet die Basis für die klangliche Gestalt des Hauptwerks. Dieses wird ergänzt um ein Positiv im elsässisch-französischen Stil des 18. Jahrhunderts, das zusammen mit dem Pedal in einem separaten Kasten hinter dem restaurierten Bernauer-Gehäuse steht. Als Sachverständiger fungierte der Erzbischöfliche Orgelinspektor Hans Musch.
| I Positiv C–f3 |        |
| Gedeckt        | 8′     |
| Suavial        | 8′     |
| Principal      | 4′     |
| Rohrflöte      | 4′     |
| Nasard         | 2 ⁄3′  |
| Oktave         | 2′     |
| Flöte          | 2′     |
| Terz           | 1 3⁄5′ |
| Larigot        | 1 ⁄3′  |
| Zimbel         | 1′     |
| Cromorne       | 8′     |

| II Hauptwerk C–f3 |       |
| Principal         | 8′    |
| Hohlflöte         | 8′    |
| Salicional        | 8′    |
| Oktave            | 4′    |
| Flöte             | 4′    |
| Quinte            | 2 ⁄3′ |
| Doublette         | 2′    |
| Cornett V (ab c1) | 8′    |
| Mixtur            | 1 ⁄3′ |
| Trompete          | 8′    |
| Vox humana        | 8′    |

| Pedal C–f1 |       |
| Subbaß     | 16′   |
| Oktavbaß   | 8′    |
| Oktave     | 4′    |
| Mixtur     | 2 ⁄3′ |
| Fagott     | 16′   |
| Trompete   | 8′    |

- Koppeln: I/II als Schiebekoppel, Pedalkoppeln I/P und II/P als Hakentritte
- Nebenregister: Tremulant (auf die ganze Orgel wirkend)

Im Chorraum befindet sich eine 1998 ebenfalls von der Orgelbauwerkstatt Metzler erbaute Truhenorgel mit vier Registern:
| Manual C–d3  |       |
| Gedeckt      | 8′    |
| Gedecktflöte | 4′    |
| Prinzipal    | 2′    |
| Quinte       | 1 ⁄3′ |

## Würdigung
„Romanischer Turmunterbau und die vorwiegend gotischen Bauteile, vor allem der Chor, machen die Kirchzartener Pfarrkirche zu einem der bedeutendsten mittelalterlichen Gotteshäuser im Breisgau.“ Der Hochaltar ist der einzige von Franz Hauser erhaltene und „vermittelt ... uns eine gültige Vorstellung dieses im letzten Drittel des 17. Jahrhunderts meistbeschäftigten Bildhauers im Breisgau“. Die beiden Seitenaltäre und die Kanzel seines Sohnes „gehören zum Besten, was das Rokoko an plastischen Arbeiten im Breisgau hinterließ“. Die Kirche ist ein Beispiel dafür, „daß verschiedene Baustile, wenn sie gut gestaltet sind, ein harmonisches Ganzes ergeben können.“ Nicht zuletzt sind die Kunstwerke in der Kirche eine Illustration der örtlichen Geschichte.